# Effectif des équipes au Championnat d'Europe de football 2016
Cet article énonce les listes des joueurs de chaque équipe participant à l'Euro 2016 en France (10 juin-10 juillet).
Chaque nation doit avoir une liste de 23 joueurs, dont trois doivent être des gardiens. Chaque liste doit être définitive avant le 31 mai 2016. Un joueur qui déclare forfait avant le premier match de son équipe peut être remplacé par un joueur venant d'une liste de réservistes.
Les âges et le nombre de sélections des footballeurs sont ceux au début de la compétition.

## Joueurs par championnat
552 joueurs ont été sélectionnés pour cet Euro. Voici le tableau récapitulatif des joueurs par championnat:
| Position | Pays                | Championnat                                            | Nombre de joueurs |
| -------- | ------------------- | ------------------------------------------------------ | ----------------- |
| 1re      | Angleterre          | Premier League, League Championship, League One et Two | 139 joueurs       |
| 2e       | Allemagne           | Bundesliga et 2. Bundesliga                            | 66 joueurs        |
| 3e       | Italie              | Serie A et B                                           | 55 joueurs        |
| 4e       | Turquie             | Süper Lig                                              | 36 joueurs        |
| 5e       | Espagne             | Primera División et Segunda División                   | 35 joueurs        |
| 6e       | Russie              | Première ligue                                         | 32 joueurs        |
| 7e       | France              | Ligue 1                                                | 22 joueurs        |
| 8e       | Ukraine             | Premier-Liga                                           | 20 joueurs        |
| 9e       | Suisse              | Super League                                           | 16 joueurs        |
| 10e      | Pologne             | Ekstraklasa                                            | 15 joueurs        |
| 11e      | Hongrie             | OTP Bank Liga                                          | 13 joueurs        |
| 11e      | Tchéquie            | Gambrinus Liga                                         | 13 joueurs        |
| 13e      | Portugal            | Superliga                                              | 11 joueurs        |
| 14e      | Suède               | Allsvenskan                                            | 10 joueurs        |
| 14e      | Croatie             | T-Com Prva HNL                                         | 10 joueurs        |
| 16e      | Roumanie            | Liga I                                                 | 9 joueurs         |
| 17e      | Écosse              | Scottish Premier League                                | 6 joueurs         |
| 17e      | Danemark            | SAS Ligaen                                             | 6 joueurs         |
| 19e      | Belgique            | Jupiler Pro League                                     | 5 joueurs         |
| 19e      | Grèce               | Superleague                                            | 5 joueurs         |
| 21e      | Slovaquie           | Fortuna Liga                                           | 3 joueurs         |
| 21e      | États-Unis / Canada | Major League Soccer                                    | 3 joueurs         |
| 21e      | Bulgarie            | Groupe A                                               | 3 joueurs         |
| 21e      | Qatar               | Qatar Stars League                                     | 3 joueurs         |
| 21e      | Norvège             | Tippeligaen et 1. divisjon                             | 3 joueurs         |
| 26e      | Pays-Bas            | Eredivisie                                             | 2 joueurs         |
| 26e      | Albanie             | Kategoria Superiore                                    | 2 joueurs         |
| 26e      | Autriche            | Österreichische Fußball-Bundesliga                     | 2 joueurs         |
| 29e      | Arabie saoudite     | Première Disivion                                      | 1 joueur          |
| 29e      | Israël              | Ligat Toto                                             | 1 joueur          |
| 29e      | Mexique             | Liga MX                                                | 1 joueur          |
| 29e      | Azerbaïdjan         | Unibank Premyer Liqası                                 | 1 joueur          |
| 29e      | Kazakhstan          | Kazakhstan Premier League                              | 1 joueur          |
| 29e      | Australie           | Hyundai A-League                                       | 1 joueur          |
| 29e      | Chine               | Chinese Super League                                   | 1 joueur          |

## Joueurs par clubs
Ci-dessous, les principaux clubs représentés à l'Euro.
- Juventus (12 joueurs)
  -  Italie (6) : Gianluigi Buffon, Giorgio Chiellini, Andrea Barzagli, Leonardo Bonucci, Stefano Sturaro, Simone Zaza ;
  -  France (2) : Patrice Évra, Paul Pogba ;
  -  Suisse (1) : Stephan Lichtsteiner ;
  -  Allemagne (1) : Sami Khedira ;
  -  Espagne (1) : Álvaro Morata ;
  -  Croatie (1) : Mario Mandžukić.

- Liverpool (12 joueurs)
  -  Angleterre (5) : Nathaniel Clyne, James Milner, Adam Lallana, Jordan Henderson, Daniel Sturridge ;
  -  Belgique (3) : Simon Mignolet, Divock Origi, Christian Benteke ;
  -  Pays de Galles (2) : Danny Ward, Joe Allen ;
  -  Slovaquie (1) : Martin Škrtel ;
  -  Allemagne (1) : Emre Can.

- Tottenham Hotspur (11 joueurs)
  -  Angleterre (5) : Kyle Walker, Danny Rose, Eric Dier, Dele Alli, Harry Kane ;
  -  Belgique (3) : Toby Alderweireld, Jan Vertonghen, Moussa Dembélé ;
  -  France (1) : Hugo Lloris ;
  -  Pays de Galles (1) : Ben Davies ;
  -  Autriche (1) : Kevin Wimmer.

- Manchester United (10 joueurs)
  -  Angleterre (3) : Chris Smalling, Wayne Rooney, Marcus Rashford ;
  -  France (2) : Morgan Schneiderlin, Anthony Martial ;
  -  Allemagne (1) : Bastian Schweinsteiger ;
  -  Irlande du Nord (1) : Paddy McNair ;
  -  Espagne (1) : David de Gea ;
  -  Belgique (1) : Marouane Fellaini ;
  -  Italie (1) : Matteo Darmian.

- Bayern Munich (9 joueurs)
  -  Allemagne (5) : Manuel Neuer, Jérôme Boateng, Joshua Kimmich, Mario Götze, Thomas Müller ;
  -  France (1) : Kingsley Coman ;
  -  Pologne (1) : Robert Lewandowski ;
  -  Espagne (1) : Thiago Alcántara ;
  -  Autriche (1) : David Alaba.

- FC Barcelone (9 joueurs)
  -  Espagne (5) : Gerard Piqué, Marc Bartra, Jordi Alba, Sergio Busquets, Andrés Iniesta ;
  -  Allemagne (1) : Marc-André ter Stegen ;
  -  Turquie (1) : Arda Turan ;
  -  Croatie (1) : Ivan Rakitić ;
  -  Belgique (1) : Thomas Vermaelen.

- Fenerbahçe (9 joueurs)
  -  Turquie (6) : Gökhan Gönül, Şener Özbayraklı, Mehmet Topal, Ozan Tufan, Caner Erkin, Volkan Şen ;
  -  Portugal (2) : Bruno Alves, Nani ;
  -  Tchéquie (1) : Michal Kadlec.

- Real Madrid (8 joueurs)
  -  Espagne (2) : Sergio Ramos, Lucas Vázquez Iglesias ;
  -  Croatie (2) : Mateo Kovačić, Luka Modrić ;
  -  Portugal (2) : Pepe, Cristiano Ronaldo ;
  -  Pays de Galles (1) : Gareth Bale ;
  -  Allemagne (1) : Toni Kroos.

- Arsenal (8 joueurs)
  -  France (2) : Laurent Koscielny, Olivier Giroud ;
  -  Tchéquie (2) : Petr Čech, Tomáš Rosický ;
  -  Angleterre (1) : Jack Wilshere ;
  -  Pays de Galles (1) : Aaron Ramsey ;
  -  Allemagne (1) : Mesut Özil ;
  -  Espagne (1) : Héctor Bellerín.

- FC Bâle (8 joueurs)
  -  Suisse (2) : Michael Lang, Breel Embolo ;
  -  Albanie (2) : Naser Aliji, Taulant Xhaka ;
  -  Tchéquie (2) : Tomáš Vaclík, Marek Suchý ;
  -  Islande (1) : Birkir Bjarnason ;
  -  Autriche (1) : Marc Janko.

- CSKA Moscou (8 joueurs)
  -  Russie (7) : Igor Akinfeïev, Sergueï Ignachevitch, Alexeï Bérézoutski, Vassili Bérézoutski, Gueorgui Chtchennikov, Alexandre Golovine, Roman Chirokov ;
  -  Suède (1) : Pontus Wernbloom.

### Clubs français
22 joueurs évoluant dans des clubs français (Ligue 1), ont été sélectionnés pour l'Euro.
- Paris Saint-Germain (4 joueurs)
  -  Italie (2) : Salvatore Sirigu, Thiago Motta ;
  -  France (1) : Blaise Matuidi ;
  -  Suède (1) : Zlatan Ibrahimović.

- Stade rennais (3 joueurs)
  -  France (1) : Benoît Costil ;
  -  Suisse (1) : Gelson Fernandes ;
  -  Pologne (1) : Kamil Grosicki.

- Olympique lyonnais (3 joueurs)
  -  France (2) : Christophe Jallet, Samuel Umtiti ;
  -  Portugal (1) : Anthony Lopes.

- FC Nantes (3 joueurs)
  -  Albanie (2) : Ermir Lenjani, Lorik Cana ;
  -  Islande (1) : Kolbeinn Sigþórsson.

- AS Monaco (3 joueurs)
  -  Portugal (2) : Ricardo Carvalho, João Moutinho ;
  -  Croatie (1) : Danijel Subašić.

- Olympique de Marseille (2 joueurs)
  -  France (1) : Steve Mandanda ;
  -  Belgique (1) : Michy Batshuayi.

- Toulouse FC (1 joueur)
  -  Suisse (1) : François Moubandje.

- Girondins de Bordeaux (1 joueur)
  -  Tchéquie (1) : Jaroslav Plašil.

- FC Lorient (1 joueur)
  -  Portugal (1) : Raphaël Guerreiro.

- Lille OSC (1 joueur)
  -  Portugal (1) : Éder.

## Groupe A

### France
Entraîneur :  Didier Deschamps
Le 12 mai, le sélectionneur annonce une liste de 23 joueurs ainsi que 7 réservistes. Le 24 mai, Raphaël Varane déclare forfait sur blessure, et est remplacé par Adil Rami, pourtant absent de la liste des réservistes. Le 28 mai, c'est un autre défenseur central, Jérémy Mathieu, qui est déclaré inapte pour le championnat d'Europe. Il est suppléé par le réserviste Samuel Umtiti. Lassana Diarra est déclaré forfait pour le tournoi le 31 mai et le réserviste Morgan Schneiderlin est appelé en renfort pour le remplacer.
| Numéro / Nom       | Numéro / Nom        | Équipe                 | Sél. (but)      | Date de naissance | J.              |                 |                 |                 |                 |
| Gardiens de but    | Gardiens de but     | Gardiens de but        | Gardiens de but | Gardiens de but   | Gardiens de but | Gardiens de but | Gardiens de but | Gardiens de but | Gardiens de but |
| ------------------ | ------------------- | ---------------------- | --------------- | ----------------- | --------------- | --------------- | --------------- | --------------- | --------------- |
| 1                  | Hugo Lloris         | Tottenham Hotspur      | 75 (0)          | 26 décembre 1986  | 7               | 0               | 0               | 0               | 0               |
| 16                 | Steve Mandanda      | Olympique de Marseille | 22 (0)          | 28 mars 1985      | 0               | 0               | 0               | 0               | 0               |
| 23                 | Benoît Costil       | Stade rennais          | 0 (0)           | 3 juillet 1987    | 0               | 0               | 0               | 0               | 0               |
| Défenseurs         |                     |                        |                 |                   |                 |                 |                 |                 |                 |
| 2                  | Christophe Jallet   | Olympique lyonnais     | 11 (1)          | 31 octobre 1983   | 0               | 0               | 0               | 0               | 0               |
| 3                  | Patrice Évra        | Juventus               | 73 (0)          | 15 mai 1981       | 7               | 0               | 1               | 0               | 0               |
| 4                  | Adil Rami           | FC Séville             | 28 (1)          | 27 décembre 1985  | 4               | 0               | 2               | 0               | 0               |
| 13                 | Eliaquim Mangala    | Manchester City        | 7 (0)           | 13 février 1991   | 1               | 0               | 0               | 0               | 0               |
| 17                 | Lucas Digne         | AS Rome                | 13 (0)          | 20 juillet 1993   | 0               | 0               | 0               | 0               | 0               |
| 19                 | Bacary Sagna        | Manchester City        | 57 (0)          | 14 février 1983   | 7               | 0               | 0               | 0               | 0               |
| 21                 | Laurent Koscielny   | Arsenal                | 29 (1)          | 10 septembre 1985 | 7               | 0               | 2               | 0               | 0               |
| 22                 | Samuel Umtiti       | Olympique lyonnais     | 0 (0)           | 14 novembre 1993  | 3               | 0               | 2               | 0               | 0               |
| Milieux de terrain |                     |                        |                 |                   |                 |                 |                 |                 |                 |
| 5                  | N'Golo Kanté        | Leicester City         | 4 (1)           | 29 mars 1991      | 4               | 0               | 3               | 0               | 0               |
| 6                  | Yohan Cabaye        | Crystal Palace         | 46 (4)          | 14 janvier 1986   | 2               | 0               | 0               | 0               | 0               |
| 8                  | Dimitri Payet       | West Ham United        | 19 (3)          | 29 mars 1987      | 7               | 3               | 0               | 0               | 0               |
| 12                 | Morgan Schneiderlin | Manchester United      | 15 (0)          | 8 novembre 1989   | 0               | 0               | 0               | 0               | 0               |
| 14                 | Blaise Matuidi      | Paris Saint-Germain    | 44 (8)          | 9 avril 1987      | 7               | 0               | 1               | 0               | 0               |
| 15                 | Paul Pogba          | Juventus               | 31 (5)          | 15 mars 1993      | 7               | 1               | 1               | 0               | 0               |
| 18                 | Moussa Sissoko      | Newcastle United       | 38 (1)          | 16 août 1989      | 6               | 0               | 0               | 0               | 0               |
| 20                 | Kingsley Coman      | Bayern Munich          | 5 (1)           | 13 juin 1996      | 6               | 0               | 0               | 0               | 0               |
| Attaquants         |                     |                        |                 |                   |                 |                 |                 |                 |                 |
| 7                  | Antoine Griezmann   | Atlético Madrid        | 27 (7)          | 21 mars 1991      | 7               | 6               | 0               | 0               | 0               |
| 9                  | Olivier Giroud      | Arsenal                | 49 (17)         | 30 septembre 1986 | 6               | 3               | 1               | 0               | 0               |
| 10                 | André-Pierre Gignac | Tigres UANL            | 27 (7)          | 5 décembre 1985   | 6               | 0               | 0               | 0               | 0               |
| 11                 | Anthony Martial     | Manchester United      | 9 (0)           | 5 décembre 1995   | 3               | 0               | 0               | 0               | 0               |

 = capitaine --  Gardien de butDéfenseurMilieu de terrainAttaquantSélectionneur

### Roumanie
Entraîneur :  Anghel Iordănescu
Le 12 mai, le sélectionneur roumain dévoile une liste de vingt-six joueurs. La liste finale est annoncée le 31 mai.
| Numéro / Nom       | Numéro / Nom       | Équipe             | Sél. (but)      | Date de naissance | J.              |                 |                 |                 |                 |
| Gardiens de but    | Gardiens de but    | Gardiens de but    | Gardiens de but | Gardiens de but   | Gardiens de but | Gardiens de but | Gardiens de but | Gardiens de but | Gardiens de but |
| ------------------ | ------------------ | ------------------ | --------------- | ----------------- | --------------- | --------------- | --------------- | --------------- | --------------- |
| 1                  | Costel Pantilimon  | Watford            | 21 (0)          | 1er février 1987  | 0               | 0               | 0               | 0               | 0               |
| 12                 | Ciprian Tătărușanu | Fiorentina         | 37 (0)          | 9 février 1986    | 3               | 0               | 0               | 0               | 0               |
| 23                 | Silviu Lung Jr.    | Astra Giurgiu      | 3 (0)           | 4 juin 1989       | 0               | 0               | 0               | 0               | 0               |
| Défenseurs         |                    |                    |                 |                   |                 |                 |                 |                 |                 |
| 2                  | Alexandru Mățel    | Dinamo Zagreb      | 16 (0)          | 17 octobre 1989   | 1               | 0               | 1               | 0               | 0               |
| 3                  | Răzvan Raț         | Rayo Vallecano     | 111 (2)         | 26 mai 1981       | 2               | 0               | 1               | 0               | 0               |
| 4                  | Cosmin Moți        | Ludogorets Razgrad | 8 (0)           | 3 décembre 1984   | 0               | 0               | 0               | 0               | 0               |
| 6                  | Vlad Chiricheș     | SSC Naples         | 41 (0)          | 14 novembre 1989  | 3               | 0               | 1               | 0               | 0               |
| 15                 | Valerică Găman     | Astra Giurgiu      | 14 (1)          | 25 février 1989   | 0               | 0               | 0               | 0               | 0               |
| 16                 | Steliano Filip     | Dinamo Bucarest    | 4 (0)           | 15 mai 1994       | 1               | 0               | 0               | 0               | 0               |
| 21                 | Dragoș Grigore     | Al-Sailiya         | 20 (0)          | 7 septembre 1986  | 3               | 0               | 1               | 0               | 0               |
| 22                 | Cristian Săpunaru  | Pandurii Târgu Jiu | 13 (0)          | 5 avril 1984      | 3               | 0               | 1               | 0               | 0               |
| Milieux de terrain |                    |                    |                 |                   |                 |                 |                 |                 |                 |
| 5                  | Ovidiu Hoban       | Hapoël Beer-Sheva  | 20 (1)          | 27 décembre 1982  | 3               | 0               | 0               | 0               | 0               |
| 7                  | Alexandru Chipciu  | Steaua Bucarest    | 22 (3)          | 18 mai 1989       | 2               | 0               | 1               | 0               | 0               |
| 8                  | Mihai Pintilii     | Steaua Bucarest    | 32 (1)          | 9 novembre 1984   | 2               | 0               | 0               | 0               | 0               |
| 10                 | Nicolae Stanciu    | Steaua Bucarest    | 5 (4)           | 7 mai 1993        | 2               | 0               | 0               | 0               | 0               |
| 11                 | Gabriel Torje      | Osmanlıspor        | 51 (12)         | 22 novembre 1989  | 3               | 0               | 1               | 0               | 0               |
| 17                 | Lucian Sânmărtean  | Ittihad            | 20 (0)          | 13 mars 1980      | 2               | 0               | 0               | 0               | 0               |
| 18                 | Andrei Prepeliță   | Ludogorets Razgrad | 10 (0)          | 3 décembre 1985   | 2               | 0               | 1               | 0               | 0               |
| 20                 | Adrian Popa        | Steaua Bucarest    | 14 (1)          | 24 juillet 1988   | 2               | 0               | 1               | 0               | 0               |
| Attaquants         |                    |                    |                 |                   |                 |                 |                 |                 |                 |
| 9                  | Denis Alibec       | Astra Giurgiu      | 4 (1)           | 5 janvier 1991    | 2               | 0               | 0               | 0               | 0               |
| 13                 | Claudiu Keșerü     | Ludogorets Razgrad | 13 (5)          | 2 décembre 1986   | 1               | 0               | 1               | 0               | 0               |
| 14                 | Florin Andone      | Córdoba            | 6 (1)           | 11 avril 1993     | 3               | 0               | 0               | 0               | 0               |
| 19                 | Bogdan Stancu      | Gençlerbirliği     | 41 (9)          | 28 juin 1987      | 3               | 2               | 0               | 0               | 0               |

 = capitaine --  Gardien de butDéfenseurMilieu de terrainAttaquantSélectionneur

### Albanie
Entraîneur :  Gianni De Biasi
Le 21 mai, l'italien Gianni De Biasi annonce une pré-liste de 27 joueurs. La liste des 23 est annoncée le jour de la date limite.
| Numéro / Nom       | Numéro / Nom     | Équipe              | Sél. (but)      | Date de naissance | J.              |                 |                 |                 |                 |
| Gardiens de but    | Gardiens de but  | Gardiens de but     | Gardiens de but | Gardiens de but   | Gardiens de but | Gardiens de but | Gardiens de but | Gardiens de but | Gardiens de but |
| ------------------ | ---------------- | ------------------- | --------------- | ----------------- | --------------- | --------------- | --------------- | --------------- | --------------- |
| 1                  | Etrit Berisha    | SS Lazio            | 34 (0)          | 10 mars 1989      | 3               | 0               | 0               | 0               | 0               |
| 12                 | Orges Shehi      | KF Skënderbeu Korçë | 7 (0)           | 20 septembre 1977 | 0               | 0               | 0               | 0               | 0               |
| 23                 | Alban Hoxha      | FK Partizani Tirana | 1 (0)           | 23 novembre 1987  | 0               | 0               | 0               | 0               | 0               |
| Défenseurs         |                  |                     |                 |                   |                 |                 |                 |                 |                 |
| 2                  | Andi Lila        | PAS Giannina        | 57 (0)          | 12 février 1986   | 2               | 0               | 0               | 0               | 0               |
| 4                  | Elseid Hysaj     | SSC Naples          | 19 (0)          | 20 février 1994   | 3               | 0               | 1               | 0               | 0               |
| 6                  | Frédéric Veseli  | FC Lugano           | 2 (0)           | 20 novembre 1992  | 1               | 0               | 0               | 0               | 0               |
| 7                  | Ansi Agolli      | Qarabağ FK          | 61 (2)          | 11 octobre 1982   | 3               | 0               | 0               | 0               | 0               |
| 15                 | Mergim Mavraj    | FC Cologne          | 26 (3)          | 9 juin 1986       | 3               | 0               | 1               | 0               | 0               |
| 17                 | Naser Aliji      | FC Bâle             | 4 (0)           | 27 décembre 1993  | 0               | 0               | 0               | 0               | 0               |
| 18                 | Arlind Ajeti     | Frosinone           | 9 (1)           | 25 septembre 1993 | 2               | 0               | 0               | 0               | 0               |
| Milieux de terrain |                  |                     |                 |                   |                 |                 |                 |                 |                 |
| 3                  | Ermir Lenjani    | FC Nantes           | 18 (3)          | 5 août 1989       | 3               | 0               | 0               | 0               | 0               |
| 5                  | Lorik Cana       | FC Nantes           | 90 (1)          | 27 juillet 1983   | 2               | 0               | 1               | 1               | 0               |
| 8                  | Migjen Basha     | Calcio Côme         | 18 (3)          | 5 janvier 1987    | 1               | 0               | 1               | 0               | 0               |
| 9                  | Ledian Memushaj  | Pescara             | 13 (0)          | 7 décembre 1986   | 2               | 0               | 1               | 0               | 0               |
| 13                 | Burim Kukeli     | FC Zurich           | 15 (0)          | 16 janvier 1984   | 2               | 0               | 2               | 0               | 0               |
| 14                 | Taulant Xhaka    | FC Bâle             | 11 (0)          | 28 mars 1991      | 2               | 0               | 0               | 0               | 0               |
| 20                 | Ergys Kaçe       | PAOK Salonique      | 16 (2)          | 8 juillet 1993    | 1               | 0               | 1               | 0               | 0               |
| 21                 | Odise Roshi      | HNK Rijeka          | 31 (1)          | 22 mai 1991       | 3               | 0               | 0               | 0               | 0               |
| 22                 | Amir Abrashi     | SC Fribourg         | 18 (0)          | 27 mars 1990      | 3               | 0               | 1               | 0               | 0               |
| Attaquants         |                  |                     |                 |                   |                 |                 |                 |                 |                 |
| 10                 | Armando Sadiku   | FC Vaduz            | 19 (5)          | 27 mai 1991       | 3               | 1               | 0               | 0               | 0               |
| 11                 | Shkëlzen Gashi   | Colorado Rapids     | 13 (1)          | 15 juillet 1988   | 1               | 0               | 0               | 0               | 0               |
| 16                 | Sokol Cikalleshi | İstanbul Başakşehir | 18 (2)          | 27 juillet 1990   | 1               | 0               | 0               | 0               | 0               |
| 19                 | Bekim Balaj      | HNK Rijeka          | 15 (1)          | 11 janvier 1991   | 1               | 0               | 0               | 0               | 0               |

 = capitaine --  Gardien de butDéfenseurMilieu de terrainAttaquantSélectionneur

### Suisse
Entraîneur :  Vladimir Petković
Le 18 mai, le sélectionneur annonce une pré-liste de 28 joueurs. Le 30 mai, les 23 joueurs suisses sont annoncés.
| Numéro / Nom       | Numéro / Nom         | Équipe                   | Sél. (but)      | Date de naissance | J.              |                 |                 |                 |                 |
| Gardiens de but    | Gardiens de but      | Gardiens de but          | Gardiens de but | Gardiens de but   | Gardiens de but | Gardiens de but | Gardiens de but | Gardiens de but | Gardiens de but |
| ------------------ | -------------------- | ------------------------ | --------------- | ----------------- | --------------- | --------------- | --------------- | --------------- | --------------- |
| 1                  | Yann Sommer          | Borussia Mönchengladbach | 18 (0)          | 17 décembre 1988  | 4               | 0               | 0               | 0               | 0               |
| 12                 | Marwin Hitz          | FC Augsbourg             | 2 (0)           | 18 septembre 1987 | 0               | 0               | 0               | 0               | 0               |
| 21                 | Roman Bürki          | Borussia Dortmund        | 5 (0)           | 14 novembre 1990  | 0               | 0               | 0               | 0               | 0               |
| Défenseurs         |                      |                          |                 |                   |                 |                 |                 |                 |                 |
| 2                  | Stephan Lichtsteiner | Juventus                 | 81 (5)          | 16 janvier 1984   | 4               | 0               | 0               | 0               | 0               |
| 3                  | François Moubandje   | Toulouse FC              | 11 (0)          | 21 juin 1990      | 0               | 0               | 0               | 0               | 0               |
| 4                  | Nico Elvedi          | Borussia Mönchengladbach | 1 (0)           | 30 septembre 1996 | 0               | 0               | 0               | 0               | 0               |
| 5                  | Steve von Bergen     | BSC Young Boys           | 50 (0)          | 10 juin 1983      | 0               | 0               | 0               | 0               | 0               |
| 6                  | Michael Lang         | FC Bâle                  | 17 (2)          | 8 février 1991    | 2               | 0               | 0               | 0               | 0               |
| 13                 | Ricardo Rodríguez    | VfL Wolfsbourg           | 37 (0)          | 25 août 1992      | 4               | 0               | 0               | 0               | 0               |
| 20                 | Johan Djourou        | Hambourg SV              | 60 (2)          | 18 janvier 1987   | 4               | 0               | 1               | 0               | 0               |
| 22                 | Fabian Schär         | 1899 Hoffenheim          | 20 (5)          | 20 décembre 1991  | 4               | 1               | 2               | 0               | 0               |
| Milieux de terrain |                      |                          |                 |                   |                 |                 |                 |                 |                 |
| 8                  | Fabian Frei          | FSV Mayence              | 8 (1)           | 8 janvier 1989    | 1               | 0               | 0               | 0               | 0               |
| 10                 | Granit Xhaka         | Borussia Mönchengladbach | 43 (6)          | 27 septembre 1992 | 4               | 0               | 1               | 0               | 0               |
| 11                 | Valon Behrami        | Watford                  | 66 (2)          | 19 avril 1985     | 4               | 0               | 1               | 0               | 0               |
| 14                 | Denis Zakaria        | BSC Young Boys           | 2 (0)           | 20 novembre 1996  | 0               | 0               | 0               | 0               | 0               |
| 15                 | Blerim Džemaili      | Genoa CFC                | 48 (7)          | 12 avril 1986     | 4               | 0               | 0               | 0               | 0               |
| 16                 | Gelson Fernandes     | Stade rennais            | 56 (2)          | 2 septembre 1986  | 3               | 0               | 0               | 0               | 0               |
| 23                 | Xherdan Shaqiri      | Stoke City               | 53 (17)         | 10 octobre 1991   | 4               | 1               | 0               | 0               | 0               |
| Attaquants         |                      |                          |                 |                   |                 |                 |                 |                 |                 |
| 7                  | Breel Embolo         | FC Bâle                  | 10 (1)          | 14 février 1997   | 4               | 0               | 1               | 0               | 0               |
| 9                  | Haris Seferović      | Eintracht Francfort      | 30 (7)          | 22 février 1992   | 4               | 0               | 0               | 0               | 0               |
| 17                 | Shani Tarashaj       | Grasshopper Club Zurich  | 4 (0)           | 7 février 1995    | 1               | 0               | 0               | 0               | 0               |
| 18                 | Admir Mehmedi        | Bayer Leverkusen         | 42 (4)          | 16 mars 1991      | 4               | 1               | 0               | 0               | 0               |
| 19                 | Eren Derdiyok        | Kasımpaşa                | 52 (10)         | 12 juin 1988      | 1               | 0               | 0               | 0               | 0               |

 = capitaine --  Gardien de butDéfenseurMilieu de terrainAttaquantSélectionneur

## Groupe B

### Angleterre
Entraîneur :  Roy Hodgson
Le 16 mai, l'entraîneur annonce une liste de 26 joueurs. La liste définitive est dévoilée le 31 mai, date limite.
| Numéro / Nom       | Numéro / Nom     | Équipe            | Sél. (but)      | Date de naissance  | J.              |                 |                 |                 |                 |
| Gardiens de but    | Gardiens de but  | Gardiens de but   | Gardiens de but | Gardiens de but    | Gardiens de but | Gardiens de but | Gardiens de but | Gardiens de but | Gardiens de but |
| ------------------ | ---------------- | ----------------- | --------------- | ------------------ | --------------- | --------------- | --------------- | --------------- | --------------- |
| 1                  | Joe Hart         | Manchester City   | 59 (0)          | 19 avril 1987      | 4               | 0               | 0               | 0               | 0               |
| 13                 | Fraser Forster   | Southampton       | 6 (0)           | 17 mars 1988       | 0               | 0               | 0               | 0               | 0               |
| 23                 | Tom Heaton       | Burnley           | 1 (0)           | 15 avril 1986      | 0               | 0               | 0               | 0               | 0               |
| Défenseurs         |                  |                   |                 |                    |                 |                 |                 |                 |                 |
| 2                  | Kyle Walker      | Tottenham Hotspur | 16 (0)          | 28 mai 1990        | 3               | 0               | 0               | 0               | 0               |
| 3                  | Danny Rose       | Tottenham Hotspur | 4 (0)           | 2 juillet 1990     | 3               | 0               | 0               | 0               | 0               |
| 5                  | Gary Cahill      | Chelsea           | 43 (3)          | 19 décembre 1985   | 4               | 0               | 1               | 0               | 0               |
| 6                  | Chris Smalling   | Manchester United | 25 (1)          | 22 novembre 1989   | 4               | 0               | 0               | 0               | 0               |
| 12                 | Nathaniel Clyne  | Liverpool         | 12 (0)          | 5 avril 1991       | 1               | 0               | 0               | 0               | 0               |
| 16                 | John Stones      | Everton           | 10 (0)          | 28 avril 1994      | 0               | 0               | 0               | 0               | 0               |
| 21                 | Ryan Bertrand    | Southampton       | 8 (0)           | 5 août 1989        | 1               | 0               | 1               | 0               | 0               |
| Milieux de terrain |                  |                   |                 |                    |                 |                 |                 |                 |                 |
| 4                  | James Milner     | Liverpool         | 60 (1)          | 4 janvier 1986     | 1               | 0               | 0               | 0               | 0               |
| 7                  | Raheem Sterling  | Manchester City   | 23 (2)          | 8 décembre 1994    | 3               | 0               | 0               | 0               | 0               |
| 8                  | Adam Lallana     | Liverpool         | 23 (0)          | 10 mai 1988        | 3               | 0               | 0               | 0               | 0               |
| 14                 | Jordan Henderson | Liverpool         | 26 (0)          | 17 juin 1990       | 1               | 0               | 0               | 0               | 0               |
| 17                 | Eric Dier        | Tottenham Hotspur | 7 (1)           | 15 janvier 1994    | 4               | 1               | 0               | 0               | 0               |
| 18                 | Jack Wilshere    | Arsenal           | 30 (2)          | 1er janvier 1992   | 3               | 0               | 0               | 0               | 0               |
| 19                 | Ross Barkley     | Everton           | 22 (2)          | 5 décembre 1993    | 0               | 0               | 0               | 0               | 0               |
| 20                 | Dele Alli        | Tottenham Hotspur | 8 (1)           | 11 avril 1996      | 4               | 0               | 0               | 0               | 0               |
| Attaquants         |                  |                   |                 |                    |                 |                 |                 |                 |                 |
| 9                  | Harry Kane       | Tottenham Hotspur | 12 (5)          | 28 juillet 1993    | 4               | 0               | 0               | 0               | 0               |
| 10                 | Wayne Rooney     | Manchester United | 111 (52)        | 24 octobre 1985    | 4               | 1               | 0               | 0               | 0               |
| 11                 | Jamie Vardy      | Leicester City    | 8 (3)           | 11 janvier 1987    | 3               | 1               | 0               | 0               | 0               |
| 15                 | Daniel Sturridge | Liverpool         | 18 (5)          | 1er septembre 1989 | 3               | 1               | 1               | 0               | 0               |
| 22                 | Marcus Rashford  | Manchester United | 1 (1)           | 31 octobre 1997    | 2               | 0               | 0               | 0               | 0               |

 = capitaine --  Gardien de butDéfenseurMilieu de terrainAttaquantSélectionneur

### Russie
Entraîneur :  Leonid Sloutski
Le 21 mai, le sélectionneur annonce sa liste de 23 joueurs. Le 22 mai, Alan Dzagoev déclare forfait à la suite de sa fracture du pied. Il est remplacé par Dmitri Torbinskiy.
| Numéro / Nom       | Numéro / Nom          | Équipe                   | Sél. (but)      | Date de naissance | J.              |                 |                 |                 |                 |
| Gardiens de but    | Gardiens de but       | Gardiens de but          | Gardiens de but | Gardiens de but   | Gardiens de but | Gardiens de but | Gardiens de but | Gardiens de but | Gardiens de but |
| ------------------ | --------------------- | ------------------------ | --------------- | ----------------- | --------------- | --------------- | --------------- | --------------- | --------------- |
| 1                  | Igor Akinfeïev        | CSKA Moscou              | 86 (0)          | 8 avril 1986      | 3               | 0               | 0               | 0               | 0               |
| 12                 | Iouri Lodyguine       | Zénith Saint-Pétersbourg | 7 (0)           | 26 mai 1990       | 0               | 0               | 0               | 0               | 0               |
| 16                 | Guilherme             | Lokomotiv Moscou         | 2 (0)           | 12 décembre 1985  | 0               | 0               | 0               | 0               | 0               |
| Défenseurs         |                       |                          |                 |                   |                 |                 |                 |                 |                 |
| 2                  | Roman Chichkine       | Lokomotiv Moscou         | 11 (0)          | 27 janvier 1987   | 0               | 0               | 0               | 0               | 0               |
| 3                  | Igor Smolnikov        | Zénith Saint-Pétersbourg | 14 (0)          | 9 août 1988       | 3               | 0               | 0               | 0               | 0               |
| 4                  | Sergueï Ignachevitch  | CSKA Moscou              | 116 (8)         | 14 juillet 1979   | 3               | 0               | 0               | 0               | 0               |
| 5                  | Roman Neustädter      | Schalke 04               | 3 (0)           | 18 février 1988   | 2               | 0               | 0               | 0               | 0               |
| 6                  | Alexeï Bérézoutski    | CSKA Moscou              | 54 (0)          | 20 juin 1982      | 1               | 0               | 0               | 0               | 0               |
| 14                 | Vassili Bérézoutski   | CSKA Moscou              | 96 (4)          | 20 juin 1982      | 3               | 1               | 0               | 0               | 0               |
| 21                 | Gueorgui Chtchennikov | CSKA Moscou              | 8 (0)           | 27 avril 1991     | 2               | 0               | 1               | 0               | 0               |
| 23                 | Dmitri Kombarov       | Spartak Moscou           | 38 (2)          | 22 janvier 1987   | 1               | 0               | 0               | 0               | 0               |
| Milieux de terrain |                       |                          |                 |                   |                 |                 |                 |                 |                 |
| 7                  | Igor Denissov         | Dynamo Moscou            | 53 (0)          | 17 mai 1984       | 0               | 0               | 0               | 0               | 0               |
| 8                  | Denis Glouchakov      | Spartak Moscou           | 43 (4)          | 27 janvier 1987   | 3               | 1               | 0               | 0               | 0               |
| 11                 | Pavel Mamaïev         | FK Krasnodar             | 12 (0)          | 19 septembre 1988 | 3               | 0               | 1               | 0               | 0               |
| 13                 | Alexandre Golovine    | CSKA Moscou              | 5 (2)           | 30 mai 1996       | 3               | 0               | 0               | 0               | 0               |
| 15                 | Roman Chirokov        | CSKA Moscou              | 53 (13)         | 6 juillet 1981    | 3               | 0               | 0               | 0               | 0               |
| 17                 | Oleg Chatov           | Zénith Saint-Pétersbourg | 23 (2)          | 29 juillet 1990   | 2               | 0               | 0               | 0               | 0               |
| 18                 | Oleg Ivanov           | Terek Grozny             | 5 (0)           | 4 août 1986       | 0               | 0               | 0               | 0               | 0               |
| 19                 | Alexandre Samedov     | Lokomotiv Moscou         | 29 (3)          | 19 juillet 1984   | 1               | 0               | 0               | 0               | 0               |
| 20                 | Dmitri Torbinski      | FK Krasnodar             | 30 (2)          | 28 avril 1984     | 0               | 0               | 0               | 0               | 0               |
| Attaquants         |                       |                          |                 |                   |                 |                 |                 |                 |                 |
| 9                  | Alexandre Kokorine    | Zénith Saint-Pétersbourg | 38 (12)         | 19 mars 1991      | 3               | 0               | 0               | 0               | 0               |
| 10                 | Fiodor Smolov         | FK Krasnodar             | 14 (5)          | 9 février 1990    | 3               | 0               | 0               | 0               | 0               |
| 22                 | Artiom Dziouba        | Zénith Saint-Pétersbourg | 18 (9)          | 22 août 1988      | 3               | 0               | 0               | 0               | 0               |

 = capitaine --  Gardien de butDéfenseurMilieu de terrainAttaquantSélectionneur

### Pays de Galles
Entraîneur :  Chris Coleman
Le 9 mai, le sélectionneur annonce une pré-liste de 29 joueurs. Il présente la liste définitive de 23 joueurs le 31 mai.
| Numéro / Nom       | Numéro / Nom       | Équipe                  | Sél. (but)      | Date de naissance | J.              |                 |                 |                 |                 |
| Gardiens de but    | Gardiens de but    | Gardiens de but         | Gardiens de but | Gardiens de but   | Gardiens de but | Gardiens de but | Gardiens de but | Gardiens de but | Gardiens de but |
| ------------------ | ------------------ | ----------------------- | --------------- | ----------------- | --------------- | --------------- | --------------- | --------------- | --------------- |
| 1                  | Wayne Hennessey    | Crystal Palace          | 57 (0)          | 24 janvier 1987   | 5               | 0               | 0               | 0               | 0               |
| 12                 | Owain Fôn Williams | Inverness CT            | 1 (0)           | 17 mars 1987      | 0               | 0               | 0               | 0               | 0               |
| 21                 | Danny Ward         | Liverpool               | 2 (0)           | 22 juin 1993      | 1               | 0               | 0               | 0               | 0               |
| Défenseurs         |                    |                         |                 |                   |                 |                 |                 |                 |                 |
| 2                  | Chris Gunter       | Reading                 | 67 (0)          | 21 juillet 1989   | 6               | 0               | 1               | 0               | 0               |
| 3                  | Neil Taylor        | Swansea                 | 28 (0)          | 7 mars 1989       | 6               | 1               | 1               | 0               | 0               |
| 4                  | Ben Davies         | Tottenham Hotspur       | 20 (0)          | 24 avril 1993     | 5               | 0               | 2               | 0               | 0               |
| 5                  | James Chester      | West Bromwich Albion    | 11 (0)          | 23 janvier 1989   | 6               | 0               | 2               | 0               | 0               |
| 6                  | Ashley Williams    | Swansea                 | 59 (1)          | 23 août 1984      | 6               | 1               | 0               | 0               | 0               |
| 15                 | Ashley Richards    | Fulham                  | 9 (0)           | 12 avril 1991     | 1               | 0               | 0               | 0               | 0               |
| 19                 | James Collins      | West Ham United         | 47 (3)          | 23 août 1983      | 2               | 0               | 0               | 0               | 0               |
| Milieux de terrain |                    |                         |                 |                   |                 |                 |                 |                 |                 |
| 7                  | Joe Allen          | Liverpool               | 25 (0)          | 14 mars 1990      | 6               | 0               | 1               | 0               | 0               |
| 8                  | Andy King          | Leicester City          | 33 (2)          | 29 octobre 1988   | 3               | 0               | 0               | 0               | 0               |
| 10                 | Aaron Ramsey       | Arsenal                 | 39 (10)         | 26 décembre 1990  | 5               | 1               | 2               | 0               | 0               |
| 14                 | David Edwards      | Wolverhampton Wanderers | 32 (3)          | 3 février 1986    | 3               | 0               | 0               | 0               | 0               |
| 16                 | Joe Ledley         | Crystal Palace          | 61 (4)          | 23 janvier 1987   | 6               | 0               | 0               | 0               | 0               |
| 20                 | Jonathan Williams  | Crystal Palace          | 12 (0)          | 9 octobre 1993    | 4               | 0               | 0               | 0               | 0               |
| 22                 | David Vaughan      | Nottingham Forest       | 42 (1)          | 18 février 1983   | 0               | 0               | 0               | 0               | 0               |
| Attaquants         |                    |                         |                 |                   |                 |                 |                 |                 |                 |
| 9                  | Hal Robson-Kanu    | Reading                 | 30 (2)          | 21 mai 1989       | 5               | 2               | 0               | 0               | 0               |
| 11                 | Gareth Bale        | Real Madrid             | 55 (19)         | 16 juillet 1989   | 6               | 3               | 1               | 0               | 0               |
| 13                 | George Williams    | Fulham                  | 7 (0)           | 7 septembre 1995  | 0               | 0               | 0               | 0               | 0               |
| 17                 | David Cotterill    | Birmingham City         | 23 (2)          | 4 décembre 1987   | 0               | 0               | 0               | 0               | 0               |
| 18                 | Sam Vokes          | Burnley                 | 40 (6)          | 21 octobre 1989   | 4               | 1               | 1               | 0               | 0               |
| 23                 | Simon Church       | MK Dons                 | 36 (3)          | 10 décembre 1988  | 2               | 0               | 0               | 0               | 0               |

 = capitaine --  Gardien de butDéfenseurMilieu de terrainAttaquantSélectionneur

### Slovaquie
Entraîneur :  Ján Kozák
Le 12 mai, le sélectionneur annonce une pré-liste de 27 joueurs. La liste des 23 joueurs est donnée le 30 mai.
| Numéro / Nom       | Numéro / Nom     | Équipe            | Sél. (but)      | Date de naissance | J.              |                 |                 |                 |                 |
| Gardiens de but    | Gardiens de but  | Gardiens de but   | Gardiens de but | Gardiens de but   | Gardiens de but | Gardiens de but | Gardiens de but | Gardiens de but | Gardiens de but |
| ------------------ | ---------------- | ----------------- | --------------- | ----------------- | --------------- | --------------- | --------------- | --------------- | --------------- |
| 1                  | Ján Mucha        | Slovan Bratislava | 46 (0)          | 5 décembre 1982   | 0               | 0               | 0               | 0               | 0               |
| 12                 | Ján Novota       | Rapid Vienne      | 3 (0)           | 29 novembre 1983  | 0               | 0               | 0               | 0               | 0               |
| 23                 | Matúš Kozáčik    | Viktoria Plzeň    | 17 (0)          | 27 décembre 1983  | 4               | 0               | 0               | 0               | 0               |
| Défenseurs         |                  |                   |                 |                   |                 |                 |                 |                 |                 |
| 2                  | Peter Pekarík    | Hertha Berlin     | 67 (2)          | 30 octobre 1986   | 4               | 0               | 0               | 0               | 0               |
| 3                  | Martin Škrtel    | Liverpool         | 81 (5)          | 15 décembre 1984  | 4               | 0               | 2               | 0               | 0               |
| 4                  | Ján Ďurica       | Lokomotiv Moscou  | 80 (5)          | 10 décembre 1981  | 4               | 0               | 1               | 0               | 0               |
| 5                  | Norbert Gyömbér  | AS Rome           | 13 (0)          | 3 juillet 1992    | 2               | 0               | 0               | 0               | 0               |
| 14                 | Milan Škriniar   | UC Sampdoria      | 2 (0)           | 11 février 1995   | 2               | 0               | 0               | 0               | 0               |
| 15                 | Tomáš Hubočan    | Dynamo Moscou     | 44 (0)          | 17 septembre 1985 | 2               | 0               | 0               | 0               | 0               |
| 16                 | Kornel Saláta    | Slovan Bratislava | 37 (2)          | 24 janvier 1985   | 1               | 0               | 0               | 0               | 0               |
| 18                 | Dušan Švento     | FC Cologne        | 39 (1)          | 1er août 1985     | 3               | 0               | 0               | 0               | 0               |
| Milieux de terrain |                  |                   |                 |                   |                 |                 |                 |                 |                 |
| 6                  | Ján Greguš       | FK Jablonec       | 7 (0)           | 29 janvier 1991   | 1               | 0               | 0               | 0               | 0               |
| 7                  | Vladimír Weiss   | Al-Gharafa SC     | 52 (4)          | 30 novembre 1989  | 4               | 1               | 1               | 0               | 0               |
| 8                  | Ondrej Duda      | Legia Varsovie    | 11 (1)          | 5 décembre 1994   | 3               | 1               | 0               | 0               | 0               |
| 10                 | Miroslav Stoch   | Bursaspor         | 54 (6)          | 19 octobre 1989   | 1               | 0               | 0               | 0               | 0               |
| 13                 | Patrik Hrošovský | Viktoria Plzeň    | 12 (0)          | 22 avril 1992     | 2               | 0               | 1               | 0               | 0               |
| 17                 | Marek Hamšík     | SSC Naples        | 87 (18)         | 27 juillet 1987   | 4               | 1               | 0               | 0               | 0               |
| 19                 | Juraj Kucka      | AC Milan          | 47 (5)          | 26 février 1987   | 4               | 0               | 2               | 0               | 0               |
| 20                 | Róbert Mak       | PAOK Salonique    | 27 (7)          | 8 mars 1991       | 3               | 0               | 1               | 0               | 0               |
| 22                 | Viktor Pečovský  | MŠK Žilina        | 32 (1)          | 24 mai 1983       | 2               | 0               | 1               | 0               | 0               |
| Attaquants         |                  |                   |                 |                   |                 |                 |                 |                 |                 |
| 9                  | Stanislav Šesták | Ferencváros       | 65 (13)         | 16 décembre 1982  | 1               | 0               | 0               | 0               | 0               |
| 11                 | Adam Nemec       | Willem II         | 22 (6)          | 2 septembre 1985  | 2               | 0               | 0               | 0               | 0               |
| 21                 | Michal Ďuriš     | Viktoria Plzeň    | 26 (4)          | 1er juin 1988     | 3               | 0               | 0               | 0               | 0               |

 = capitaine --  Gardien de butDéfenseurMilieu de terrainAttaquantSélectionneur

## Groupe C

### Allemagne
Entraîneur :  Joachim Löw
Le 17 mai, le sélectionneur annonce une pré-liste de 27 joueurs. La liste définitive est annoncée le 31 mai. Antonio Rüdiger se blesse durant un entrainement le 7 juin, soient cinq jours avant le premier match de sa sélection. C'est le jeune Jonathan Tah qui le remplace pour le tournoi.
| Numéro / Nom       | Numéro / Nom           | Équipe            | Sél. (but)      | Date de naissance | J.              |                 |                 |                 |                 |
| Gardiens de but    | Gardiens de but        | Gardiens de but   | Gardiens de but | Gardiens de but   | Gardiens de but | Gardiens de but | Gardiens de but | Gardiens de but | Gardiens de but |
| ------------------ | ---------------------- | ----------------- | --------------- | ----------------- | --------------- | --------------- | --------------- | --------------- | --------------- |
| 1                  | Manuel Neuer           | Bayern Munich     | 65 (0)          | 27 mars 1986      | 6               | 0               | 0               | 0               | 0               |
| 12                 | Bernd Leno             | Bayer Leverkusen  | 1 (0)           | 4 mars 1992       | 0               | 0               | 0               | 0               | 0               |
| 22                 | Marc-André ter Stegen  | FC Barcelone      | 6 (0)           | 30 avril 1992     | 0               | 0               | 0               | 0               | 0               |
| Défenseurs         |                        |                   |                 |                   |                 |                 |                 |                 |                 |
| 2                  | Shkodran Mustafi       | FC Valence        | 10 (0)          | 17 avril 1992     | 2               | 1               | 0               | 0               | 0               |
| 3                  | Jonas Hector           | FC Cologne        | 14 (1)          | 27 mai 1990       | 6               | 0               | 0               | 0               | 0               |
| 4                  | Benedikt Höwedes       | Schalke 04        | 34 (2)          | 29 février 1988   | 6               | 0               | 0               | 0               | 0               |
| 5                  | Mats Hummels           | Borussia Dortmund | 46 (4)          | 16 décembre 1988  | 4               | 0               | 2               | 0               | 0               |
| 16                 | Jonathan Tah           | Bayer Leverkusen  | 1 (0)           | 11 février 1996   | 0               | 0               | 0               | 0               | 0               |
| 17                 | Jérôme Boateng         | Bayern Munich     | 59 (0)          | 3 septembre 1988  | 6               | 1               | 1               | 0               | 0               |
| 21                 | Joshua Kimmich         | Bayern Munich     | 1 (0)           | 8 février 1995    | 4               | 0               | 1               | 0               | 0               |
| Milieux de terrain |                        |                   |                 |                   |                 |                 |                 |                 |                 |
| 6                  | Sami Khedira           | Juventus          | 60 (5)          | 4 avril 1987      | 5               | 0               | 1               | 0               | 0               |
| 7                  | Bastian Schweinsteiger | Manchester United | 115 (23)        | 1er août 1984     | 5               | 1               | 2               | 0               | 0               |
| 8                  | Mesut Özil             | Arsenal           | 73 (19)         | 15 octobre 1988   | 6               | 1               | 2               | 0               | 0               |
| 9                  | André Schürrle         | VfL Wolfsbourg    | 52 (20)         | 6 novembre 1990   | 3               | 0               | 0               | 0               | 0               |
| 11                 | Julian Draxler         | VfL Wolfsbourg    | 19 (1)          | 20 septembre 1993 | 5               | 1               | 1               | 0               | 0               |
| 14                 | Emre Can               | Liverpool         | 6 (0)           | 12 janvier 1994   | 1               | 0               | 1               | 0               | 0               |
| 15                 | Julian Weigl           | Borussia Dortmund | 1 (0)           | 8 septembre 1995  | 0               | 0               | 0               | 0               | 0               |
| 18                 | Toni Kroos             | Real Madrid       | 65 (11)         | 4 janvier 1990    | 6               | 0               | 0               | 0               | 0               |
| 19                 | Mario Götze            | Bayern Munich     | 52 (17)         | 3 juin 1992       | 4               | 0               | 0               | 0               | 0               |
| 20                 | Leroy Sané             | Schalke 04        | 3 (0)           | 11 janvier 1996   | 1               | 0               | 0               | 0               | 0               |
| Attaquants         |                        |                   |                 |                   |                 |                 |                 |                 |                 |
| 10                 | Lukas Podolski         | Galatasaray       | 128 (48)        | 4 juin 1985       | 1               | 0               | 0               | 0               | 0               |
| 13                 | Thomas Müller          | Bayern Munich     | 71 (32)         | 13 septembre 1989 | 6               | 0               | 0               | 0               | 0               |
| 23                 | Mario Gómez            | Beşiktaş          | 64 (27)         | 10 juillet 1985   | 4               | 2               | 0               | 0               | 0               |

 = capitaine --  Gardien de butDéfenseurMilieu de terrainAttaquantSélectionneur

### Ukraine
Entraîneur :  Mykhaïlo Fomenko
Le sélectionneur annonce une liste de 28 joueurs le 19 mai, réduite à 23 le 31 mai.
| Numéro / Nom       | Numéro / Nom           | Équipe           | Sél. (but)      | Date de naissance | J.              |                 |                 |                 |                 |
| Gardiens de but    | Gardiens de but        | Gardiens de but  | Gardiens de but | Gardiens de but   | Gardiens de but | Gardiens de but | Gardiens de but | Gardiens de but | Gardiens de but |
| ------------------ | ---------------------- | ---------------- | --------------- | ----------------- | --------------- | --------------- | --------------- | --------------- | --------------- |
| 1                  | Denys Boïko            | Beşiktaş         | 4 (0)           | 29 janvier 1988   | 0               | 0               | 0               | 0               | 0               |
| 12                 | Andri Piatov           | Chakhtar Donetsk | 64 (0)          | 28 juin 1984      | 3               | 0               | 0               | 0               | 0               |
| 23                 | Mykyta Chevtchenko     | Zoria Louhansk   | 0 (0)           | 26 janvier 1993   | 0               | 0               | 0               | 0               | 0               |
| Défenseurs         |                        |                  |                 |                   |                 |                 |                 |                 |                 |
| 2                  | Bohdan Boutko          | Amkar Perm       | 17 (0)          | 13 janvier 1991   | 1               | 0               | 0               | 0               | 0               |
| 3                  | Ievhen Khatcheridi     | Dynamo Kiev      | 42 (3)          | 28 juillet 1987   | 3               | 0               | 0               | 0               | 0               |
| 5                  | Olexandre Koutcher     | Chakhtar Donetsk | 50 (2)          | 22 octobre 1982   | 1               | 0               | 1               | 0               | 0               |
| 13                 | Viatcheslav Chevtchouk | Chakhtar Donetsk | 53 (0)          | 13 mai 1979       | 2               | 0               | 0               | 0               | 0               |
| 17                 | Artem Fedetsky         | FK Dnipro        | 49 (2)          | 26 avril 1985     | 3               | 0               | 0               | 0               | 0               |
| 20                 | Iaroslav Rakitsky      | Chakhtar Donetsk | 40 (4)          | 3 août 1989       | 2               | 0               | 0               | 0               | 0               |
| Milieux de terrain |                        |                  |                 |                   |                 |                 |                 |                 |                 |
| 4                  | Anatoli Tymochtchouk   | Kairat Almaty    | 143 (4)         | 30 mars 1979      | 1               | 0               | 0               | 0               | 0               |
| 6                  | Taras Stepanenko       | Chakhtar Donetsk | 29 (3)          | 8 août 1989       | 3               | 0               | 0               | 0               | 0               |
| 7                  | Andri Iarmolenko       | Dynamo Kiev      | 59 (25)         | 23 octobre 1989   | 3               | 0               | 0               | 0               | 0               |
| 9                  | Viktor Kovalenko       | Chakhtar Donetsk | 3 (0)           | 14 février 1996   | 3               | 0               | 0               | 0               | 0               |
| 10                 | Ievhen Konoplianka     | FC Séville       | 53 (13)         | 29 septembre 1989 | 3               | 0               | 1               | 0               | 0               |
| 14                 | Rouslan Rotan          | FK Dnipro        | 88 (7)          | 29 octobre 1981   | 1               | 0               | 1               | 0               | 0               |
| 16                 | Serhi Sydortchouk      | Dynamo Kiev      | 12 (2)          | 2 mai 1991        | 2               | 0               | 1               | 0               | 0               |
| 18                 | Serhi Rybalka          | Dynamo Kiev      | 9 (0)           | 1er avril 1990    | 0               | 0               | 0               | 0               | 0               |
| 19                 | Denys Harmach          | Dynamo Kiev      | 27 (2)          | 19 avril 1990     | 1               | 0               | 0               | 0               | 0               |
| 21                 | Olexandre Zintchenko   | FK Oufa          | 3 (1)           | 15 décembre 1996  | 3               | 0               | 0               | 0               | 0               |
| 22                 | Olexandre Karavaïev    | Zoria Louhansk   | 3 (0)           | 2 juin 1992       | 0               | 0               | 0               | 0               | 0               |
| Attaquants         |                        |                  |                 |                   |                 |                 |                 |                 |                 |
| 8                  | Roman Zozoulia         | FK Dnipro        | 26 (4)          | 17 novembre 1989  | 3               | 0               | 0               | 0               | 0               |
| 11                 | Ievhen Selezniov       | Kouban Krasnodar | 50 (11)         | 20 juillet 1985   | 2               | 0               | 1               | 0               | 0               |
| 15                 | Pylyp Boudkivsky       | Zoria Louhansk   | 6 (0)           | 10 mars 1992      | 0               | 0               | 0               | 0               | 0               |

 = capitaine --  Gardien de butDéfenseurMilieu de terrainAttaquantSélectionneur

### Pologne
Entraîneur :  Adam Nawałka
Le 12 mai, le polonais Adam Nawałka annonce une liste de 28 joueurs. La liste définitive des 23 est connue le 30 mai.
| Numéro / Nom       | Numéro / Nom         | Équipe            | Sél. (but)      | Date de naissance | J.              |                 |                 |                 |                 |
| Gardiens de but    | Gardiens de but      | Gardiens de but   | Gardiens de but | Gardiens de but   | Gardiens de but | Gardiens de but | Gardiens de but | Gardiens de but | Gardiens de but |
| ------------------ | -------------------- | ----------------- | --------------- | ----------------- | --------------- | --------------- | --------------- | --------------- | --------------- |
| 1                  | Wojciech Szczęsny    | AS Rome           | 26 (0)          | 18 avril 1990     | 1               | 0               | 0               | 0               | 0               |
| 12                 | Artur Boruc          | Bournemouth       | 63 (0)          | 20 février 1980   | 0               | 0               | 0               | 0               | 0               |
| 22                 | Łukasz Fabiański     | Swansea City      | 30 (0)          | 18 avril 1985     | 4               | 0               | 0               | 0               | 0               |
| Défenseurs         |                      |                   |                 |                   |                 |                 |                 |                 |                 |
| 2                  | Michał Pazdan        | Legia Varsovie    | 15 (0)          | 21 septembre 1987 | 5               | 0               | 1               | 0               | 0               |
| 3                  | Artur Jędrzejczyk    | Legia Varsovie    | 17 (2)          | 4 novembre 1987   | 5               | 0               | 2               | 0               | 0               |
| 4                  | Thiago Rangel Cionek | US Palerme        | 6 (0)           | 21 avril 1986     | 1               | 0               | 0               | 0               | 0               |
| 14                 | Jakub Wawrzyniak     | Lechia Gdańsk     | 45 (1)          | 7 juillet 1983    | 0               | 0               | 0               | 0               | 0               |
| 15                 | Kamil Glik           | Torino            | 39 (2)          | 3 février 1988    | 5               | 0               | 1               | 0               | 0               |
| 18                 | Bartosz Salamon      | Cagliari          | 8 (0)           | 1er mai 1991      | 0               | 0               | 0               | 0               | 0               |
| 20                 | Łukasz Piszczek      | Borussia Dortmund | 46 (2)          | 3 juin 1985       | 4               | 0               | 1               | 0               | 0               |
| Milieux de terrain |                      |                   |                 |                   |                 |                 |                 |                 |                 |
| 5                  | Krzysztof Mączyński  | Wisła Cracovie    | 16 (1)          | 23 mai 1987       | 4               | 0               | 1               | 0               | 0               |
| 6                  | Tomasz Jodłowiec     | Legia Varsovie    | 38 (1)          | 8 septembre 1985  | 5               | 0               | 0               | 0               | 0               |
| 8                  | Karol Linetty        | Lech Poznań       | 10 (1)          | 2 février 1995    | 0               | 0               | 0               | 0               | 0               |
| 10                 | Grzegorz Krychowiak  | FC Séville        | 34 (2)          | 29 janvier 1990   | 5               | 0               | 0               | 0               | 0               |
| 11                 | Kamil Grosicki       | Stade rennais     | 38 (8)          | 8 juin 1988       | 5               | 0               | 1               | 0               | 0               |
| 16                 | Jakub Błaszczykowski | Fiorentina        | 78 (15)         | 14 décembre 1985  | 5               | 2               | 0               | 0               | 0               |
| 17                 | Sławomir Peszko      | Lechia Gdańsk     | 35 (1)          | 19 février 1985   | 3               | 0               | 1               | 0               | 0               |
| 19                 | Piotr Zieliński      | Empoli            | 15 (3)          | 20 mai 1994       | 1               | 0               | 0               | 0               | 0               |
| 21                 | Bartosz Kapustka     | Cracovia          | 7 (2)           | 23 décembre 1996  | 4               | 0               | 3               | 0               | 0               |
| 23                 | Filip Starzyński     | Zagłębie Lubin    | 3 (1)           | 27 mai 1991       | 1               | 0               | 0               | 0               | 0               |
| Attaquants         |                      |                   |                 |                   |                 |                 |                 |                 |                 |
| 7                  | Arkadiusz Milik      | Ajax Amsterdam    | 25 (9)          | 28 février 1994   | 5               | 1               | 0               | 0               | 0               |
| 9                  | Robert Lewandowski   | Bayern Munich     | 73 (32)         | 21 août 1988      | 5               | 1               | 0               | 0               | 0               |
| 13                 | Mariusz Stępiński    | Ruch Chorzów      | 2 (0)           | 12 mai 1995       | 0               | 0               | 0               | 0               | 0               |

 = capitaine --  Gardien de butDéfenseurMilieu de terrainAttaquantSélectionneur

### Irlande du Nord
Entraîneur :  Michael O'Neill
Le 18 mai, une première liste de 28 joueurs est annoncée. La liste est réduite à 23 joueurs le 28 mai.
| Numéro / Nom       | Numéro / Nom     | Équipe               | Sél. (but)      | Date de naissance | J.              |                 |                 |                 |                 |
| Gardiens de but    | Gardiens de but  | Gardiens de but      | Gardiens de but | Gardiens de but   | Gardiens de but | Gardiens de but | Gardiens de but | Gardiens de but | Gardiens de but |
| ------------------ | ---------------- | -------------------- | --------------- | ----------------- | --------------- | --------------- | --------------- | --------------- | --------------- |
| 1                  | Michael McGovern | Hamilton Academical  | 11 (0)          | 12 juillet 1984   | 4               | 0               | 0               | 0               | 0               |
| 12                 | Roy Carroll      | Notts County         | 44 (0)          | 30 septembre 1977 | 0               | 0               | 0               | 0               | 0               |
| 23                 | Alan Mannus      | Saint Johnstone      | 8 (0)           | 19 mai 1982       | 0               | 0               | 0               | 0               | 0               |
| Défenseurs         |                  |                      |                 |                   |                 |                 |                 |                 |                 |
| 2                  | Conor McLaughlin | Fleetwood Town       | 18 (0)          | 26 juillet 1991   | 1               | 0               | 0               | 0               | 0               |
| 4                  | Gareth McAuley   | West Bromwich Albion | 61 (7)          | 5 décembre 1979   | 4               | 1               | 0               | 0               | 0               |
| 5                  | Jonny Evans      | West Bromwich Albion | 49 (1)          | 2 janvier 1988    | 4               | 0               | 1               | 0               | 0               |
| 6                  | Chris Baird      | Fulham               | 78 (0)          | 25 février 1982   | 1               | 0               | 0               | 0               | 0               |
| 15                 | Luke McCullough  | Doncaster Rovers     | 5 (0)           | 15 février 1994   | 0               | 0               | 0               | 0               | 0               |
| 17                 | Paddy McNair     | Manchester United    | 9 (0)           | 27 avril 1995     | 2               | 0               | 0               | 0               | 0               |
| 18                 | Aaron Hughes     | Melbourne City       | 100 (1)         | 8 novembre 1979   | 3               | 0               | 0               | 0               | 0               |
| 20                 | Craig Cathcart   | Watford              | 28 (2)          | 6 février 1989    | 4               | 0               | 1               | 0               | 0               |
| 22                 | Lee Hodson       | MK Dons              | 16 (0)          | 2 octobre 1991    | 0               | 0               | 0               | 0               | 0               |
| Milieux de terrain |                  |                      |                 |                   |                 |                 |                 |                 |                 |
| 3                  | Shane Ferguson   | Millwall             | 25 (1)          | 12 juillet 1991   | 1               | 0               | 0               | 0               | 0               |
| 8                  | Steven Davis     | Southampton          | 83 (8)          | 1er janvier 1985  | 4               | 0               | 1               | 0               | 0               |
| 13                 | Corry Evans      | Blackburn Rovers     | 34 (1)          | 30 juillet 1990   | 3               | 0               | 0               | 0               | 0               |
| 14                 | Stuart Dallas    | Leeds United         | 13 (1)          | 19 avril 1991     | 4               | 0               | 2               | 0               | 0               |
| 16                 | Oliver Norwood   | Reading              | 34 (0)          | 12 mai 1991       | 4               | 0               | 0               | 0               | 0               |
| 19                 | Jamie Ward       | Nottingham Forest    | 22 (2)          | 12 mai 1986       | 4               | 0               | 1               | 0               | 0               |
| 21                 | Josh Magennis    | Kilmarnock           | 19 (1)          | 15 août 1990      | 3               | 0               | 0               | 0               | 0               |
| Attaquants         |                  |                      |                 |                   |                 |                 |                 |                 |                 |
| 7                  | Niall McGinn     | Aberdeen             | 42 (2)          | 5 juin 1984       | 3               | 1               | 0               | 0               | 0               |
| 9                  | Will Grigg       | Wigan Athletic       | 8 (1)           | 3 juillet 1991    | 0               | 0               | 0               | 0               | 0               |
| 10                 | Kyle Lafferty    | Birmingham City      | 51 (17)         | 16 septembre 1987 | 3               | 0               | 0               | 0               | 0               |
| 11                 | Conor Washington | Queens Park Rangers  | 4 (2)           | 18 mai 1992       | 4               | 0               | 0               | 0               | 0               |

 = capitaine --  Gardien de butDéfenseurMilieu de terrainAttaquantSélectionneur

## Groupe D

### Espagne
Entraîneur :  Vicente del Bosque
Le 17 mai, l'ancien joueur du Real Madrid convoque une liste de 25 joueurs et 11 réservistes. Le 31 mai, un groupe incomplet de 19 joueurs est annoncé. Les 4 joueurs manquants sont ajoutés plus tard dans la même journée.
| Numéro / Nom       | Numéro / Nom           | Équipe            | Sél. (but)      | Date de naissance  | J.              |                 |                 |                 |                 |
| Gardiens de but    | Gardiens de but        | Gardiens de but   | Gardiens de but | Gardiens de but    | Gardiens de but | Gardiens de but | Gardiens de but | Gardiens de but | Gardiens de but |
| ------------------ | ---------------------- | ----------------- | --------------- | ------------------ | --------------- | --------------- | --------------- | --------------- | --------------- |
| 1                  | Iker Casillas          | FC Porto          | 167 (0)         | 20 mai 1981        | 0               | 0               | 0               | 0               | 0               |
| 13                 | David de Gea           | Manchester United | 9 (0)           | 6 novembre 1990    | 4               | 0               | 0               | 0               | 0               |
| 23                 | Sergio Rico            | FC Séville        | 1 (0)           | 1er septembre 1993 | 0               | 0               | 0               | 0               | 0               |
| Défenseurs         |                        |                   |                 |                    |                 |                 |                 |                 |                 |
| 2                  | César Azpilicueta      | Chelsea           | 15 (0)          | 28 août 1989       | 1               | 0               | 0               | 0               | 0               |
| 3                  | Gerard Piqué           | FC Barcelone      | 77 (4)          | 2 février 1987     | 4               | 1               | 0               | 0               | 0               |
| 4                  | Marc Bartra            | FC Barcelone      | 9 (0)           | 15 janvier 1991    | 0               | 0               | 0               | 0               | 0               |
| 12                 | Héctor Bellerín        | Arsenal           | 3 (0)           | 19 mars 1995       | 0               | 0               | 0               | 0               | 0               |
| 15                 | Sergio Ramos           | Real Madrid       | 131 (10)        | 30 mars 1986       | 4               | 0               | 1               | 0               | 0               |
| 16                 | Juanfran               | Atlético Madrid   | 17 (0)          | 9 janvier 1985     | 4               | 0               | 0               | 0               | 0               |
| 17                 | Mikel San José         | Athletic Bilbao   | 7 (0)           | 30 mai 1989        | 0               | 0               | 0               | 0               | 0               |
| 18                 | Jordi Alba             | FC Barcelone      | 43 (6)          | 21 mars 1989       | 4               | 0               | 0               | 0               | 0               |
| Milieux de terrain |                        |                   |                 |                    |                 |                 |                 |                 |                 |
| 5                  | Sergio Busquets        | FC Barcelone      | 83 (2)          | 16 juillet 1988    | 4               | 0               | 1               | 0               | 0               |
| 6                  | Andrés Iniesta         | FC Barcelone      | 108 (12)        | 11 mai 1984        | 4               | 0               | 0               | 0               | 0               |
| 8                  | Koke                   | Atlético Madrid   | 22 (0)          | 8 janvier 1992     | 1               | 0               | 0               | 0               | 0               |
| 10                 | Cesc Fàbregas          | Chelsea           | 106 (15)        | 4 mai 1987         | 4               | 0               | 0               | 0               | 0               |
| 14                 | Thiago Alcántara       | Bayern Munich     | 10 (0)          | 11 avril 1991      | 2               | 0               | 0               | 0               | 0               |
| 19                 | Bruno Soriano Llido    | Villarreal        | 8 (0)           | 12 juin 1984       | 2               | 0               | 0               | 0               | 0               |
| 21                 | David Silva            | Manchester City   | 99 (24)         | 8 janvier 1986     | 4               | 0               | 1               | 0               | 0               |
| Attaquants         |                        |                   |                 |                    |                 |                 |                 |                 |                 |
| 7                  | Álvaro Morata          | Juventus          | 9 (3)           | 23 octobre 1992    | 4               | 3               | 0               | 0               | 0               |
| 9                  | Lucas Vázquez Iglesias | Real Madrid       | 1 (0)           | 1er juillet 1991   | 1               | 0               | 0               | 0               | 0               |
| 11                 | Pedro                  | Chelsea           | 57 (17)         | 28 juillet 1987    | 2               | 0               | 0               | 0               | 0               |
| 20                 | Aritz Aduriz           | Athletic Bilbao   | 6 (1)           | 11 février 1981    | 3               | 0               | 0               | 0               | 0               |
| 22                 | Nolito                 | Celta Vigo        | 9 (4)           | 15 octobre 1986    | 4               | 1               | 1               | 0               | 0               |

 = capitaine --  Gardien de butDéfenseurMilieu de terrainAttaquantSélectionneur

### Tchéquie
Entraîneur :  Pavel Vrba
Le 19 mai, le sélectionneur annonce la liste des 28 joueurs pré-sélectionnés. La liste est réduite à 25 joueurs le lendemain. Les 23 sont annoncés le 31 mai.
| Numéro / Nom       | Numéro / Nom           | Équipe                 | Sél. (but)      | Date de naissance | J.              |                 |                 |                 |                 |
| Gardiens de but    | Gardiens de but        | Gardiens de but        | Gardiens de but | Gardiens de but   | Gardiens de but | Gardiens de but | Gardiens de but | Gardiens de but | Gardiens de but |
| ------------------ | ---------------------- | ---------------------- | --------------- | ----------------- | --------------- | --------------- | --------------- | --------------- | --------------- |
| 1                  | Petr Čech              | Arsenal                | 121 (0)         | 20 mai 1982       | 3               | 0               | 0               | 0               | 0               |
| 16                 | Tomáš Vaclík           | FC Bâle                | 6 (0)           | 29 mars 1989      | 0               | 0               | 0               | 0               | 0               |
| 23                 | Tomáš Koubek           | Slovan Liberec         | 2 (0)           | 26 août 1992      | 0               | 0               | 0               | 0               | 0               |
| Défenseurs         |                        |                        |                 |                   |                 |                 |                 |                 |                 |
| 2                  | Pavel Kadeřábek        | 1899 Hoffenheim        | 18 (2)          | 25 avril 1992     | 3               | 0               | 0               | 0               | 0               |
| 3                  | Michal Kadlec          | Fenerbahçe             | 65 (8)          | 13 décembre 1984  | 0               | 0               | 0               | 0               | 0               |
| 4                  | Theodor Gebre Selassie | Werder Brême           | 36 (1)          | 24 décembre 1986  | 1               | 0               | 0               | 0               | 0               |
| 5                  | Roman Hubník           | Viktoria Plzeň         | 26 (3)          | 6 juin 1984       | 3               | 0               | 0               | 0               | 0               |
| 6                  | Tomáš Sivok            | Bursaspor              | 54 (5)          | 15 septembre 1983 | 3               | 0               | 1               | 0               | 0               |
| 8                  | David Limberský        | Viktoria Plzeň         | 38 (1)          | 6 octobre 1983    | 2               | 0               | 1               | 0               | 0               |
| 17                 | Marek Suchý            | FC Bâle                | 27 (1)          | 29 mars 1988      | 0               | 0               | 0               | 0               | 0               |
| Milieux de terrain |                        |                        |                 |                   |                 |                 |                 |                 |                 |
| 9                  | Bořek Dočkal           | Sparta Prague          | 24 (6)          | 30 septembre 1988 | 1               | 0               | 0               | 0               | 0               |
| 10                 | Tomáš Rosický          | Arsenal                | 103 (23)        | 4 octobre 1980    | 2               | 0               | 0               | 0               | 0               |
| 11                 | Daniel Pudil           | Sheffield Wednesday    | 32 (2)          | 27 septembre 1985 | 1               | 0               | 0               | 0               | 0               |
| 13                 | Jaroslav Plašil        | Girondins de Bordeaux  | 100 (7)         | 5 janvier 1982    | 3               | 0               | 1               | 0               | 0               |
| 14                 | Daniel Kolář           | Viktoria Plzeň         | 28 (2)          | 27 octobre 1985   | 1               | 0               | 0               | 0               | 0               |
| 15                 | David Pavelka          | Kasımpaşa              | 8 (0)           | 18 mai 1991       | 2               | 0               | 1               | 0               | 0               |
| 18                 | Josef Šural            | Sparta Prague          | 11 (1)          | 30 mai 1990       | 3               | 0               | 1               | 0               | 0               |
| 19                 | Ladislav Krejčí        | Sparta Prague          | 23 (4)          | 5 juillet 1992    | 3               | 0               | 0               | 0               | 0               |
| 20                 | Jiří Skalák            | Brighton & Hove Albion | 10 (0)          | 12 mars 1992      | 1               | 0               | 0               | 0               | 0               |
| 22                 | Vladimír Darida        | Hertha Berlin          | 36 (1)          | 8 août 1990       | 3               | 0               | 0               | 0               | 0               |
| Attaquants         |                        |                        |                 |                   |                 |                 |                 |                 |                 |
| 7                  | Tomáš Necid            | Bursaspor              | 39 (11)         | 13 août 1989      | 3               | 1               | 0               | 0               | 0               |
| 12                 | Milan Škoda            | Slavia Prague          | 9 (3)           | 16 janvier 1986   | 2               | 1               | 0               | 0               | 0               |
| 21                 | David Lafata           | Sparta Prague          | 39 (9)          | 18 septembre 1981 | 2               | 0               | 0               | 0               | 0               |

 = capitaine --  Gardien de butDéfenseurMilieu de terrainAttaquantSélectionneur

### Turquie
Entraîneur :  Fatih Terim
Le 18 mai, la liste des 31 joueurs pré-sélectionnés est annoncée. La liste définitive est donnée le 31 mai.
| Numéro / Nom       | Numéro / Nom       | Équipe              | Sél. (but)      | Date de naissance | J.              |                 |                 |                 |                 |
| Gardiens de but    | Gardiens de but    | Gardiens de but     | Gardiens de but | Gardiens de but   | Gardiens de but | Gardiens de but | Gardiens de but | Gardiens de but | Gardiens de but |
| ------------------ | ------------------ | ------------------- | --------------- | ----------------- | --------------- | --------------- | --------------- | --------------- | --------------- |
| 1                  | Volkan Babacan     | İstanbul Başakşehir | 17 (0)          | 11 août 1988      | 3               | 0               | 0               | 0               | 0               |
| 12                 | Onur Kıvrak        | Trabzonspor         | 12 (0)          | 1er janvier 1988  | 0               | 0               | 0               | 0               | 0               |
| 23                 | Harun Tekin        | Bursaspor           | 0 (0)           | 17 juin 1989      | 0               | 0               | 0               | 0               | 0               |
| Défenseurs         |                    |                     |                 |                   |                 |                 |                 |                 |                 |
| 2                  | Semih Kaya         | Galatasaray         | 23 (0)          | 24 février 1991   | 0               | 0               | 0               | 0               | 0               |
| 3                  | Hakan Balta        | Galatasaray         | 46 (2)          | 23 mars 1983      | 3               | 0               | 2               | 0               | 0               |
| 4                  | Ahmet Yılmaz Çalık | Gençlerbirliği      | 4 (0)           | 26 février 1994   | 0               | 0               | 0               | 0               | 0               |
| 7                  | Gökhan Gönül       | Fenerbahçe          | 57 (1)          | 4 janvier 1985    | 3               | 0               | 0               | 0               | 0               |
| 13                 | İsmail Köybaşı     | Beşiktaş            | 19 (0)          | 10 juillet 1989   | 1               | 0               | 1               | 0               | 0               |
| 22                 | Şener Özbayraklı   | Fenerbahçe          | 8 (0)           | 23 janvier 1990   | 0               | 0               | 0               | 0               | 0               |
| Milieux de terrain |                    |                     |                 |                   |                 |                 |                 |                 |                 |
| 5                  | Nuri Şahin         | Borussia Dortmund   | 49 (2)          | 5 septembre 1988  | 1               | 0               | 0               | 0               | 0               |
| 6                  | Hakan Çalhanoğlu   | Bayer Leverkusen    | 19 (6)          | 8 février 1994    | 2               | 0               | 0               | 0               | 0               |
| 8                  | Selçuk İnan        | Galatasaray         | 52 (8)          | 10 février 1985   | 3               | 0               | 0               | 0               | 0               |
| 10                 | Arda Turan         | FC Barcelone        | 91 (17)         | 30 janvier 1987   | 3               | 0               | 0               | 0               | 0               |
| 11                 | Olcay Şahan        | Beşiktaş            | 24 (2)          | 26 mai 1987       | 2               | 0               | 0               | 0               | 0               |
| 14                 | Oğuzhan Özyakup    | Beşiktaş            | 20 (1)          | 23 septembre 1992 | 3               | 0               | 0               | 0               | 0               |
| 15                 | Mehmet Topal       | Fenerbahçe          | 59 (1)          | 3 mars 1986       | 3               | 0               | 0               | 0               | 0               |
| 16                 | Ozan Tufan         | Fenerbahçe          | 24 (1)          | 23 mars 1995      | 3               | 1               | 1               | 0               | 0               |
| 18                 | Caner Erkin        | Fenerbahçe          | 47 (2)          | 4 octobre 1988    | 2               | 0               | 0               | 0               | 0               |
| 19                 | Yunus Mallı        | FSV Mayence         | 6 (0)           | 24 février 1992   | 1               | 0               | 0               | 0               | 0               |
| 20                 | Volkan Şen         | Fenerbahçe          | 17 (0)          | 1er juillet 1987  | 2               | 0               | 1               | 0               | 0               |
| Attaquants         |                    |                     |                 |                   |                 |                 |                 |                 |                 |
| 9                  | Cenk Tosun         | Beşiktaş            | 9 (3)           | 7 novembre 1991   | 2               | 0               | 1               | 0               | 0               |
| 17                 | Burak Yılmaz       | Beijing Guoan       | 44 (20)         | 15 juillet 1985   | 3               | 1               | 1               | 0               | 0               |
| 21                 | Emre Mor           | FC Nordsjælland     | 2 (0)           | 24 juillet 1997   | 2               | 0               | 0               | 0               | 0               |

 = capitaine --  Gardien de butDéfenseurMilieu de terrainAttaquantSélectionneur

### Croatie
Entraîneur :  Ante Čačić
Le 16 mai, le sélectionneur annonce une première liste de 27 joueurs. Les 23 sélectionnés sont connus le 31 mai.
| Numéro / Nom       | Numéro / Nom        | Équipe           | Sél. (but)      | Date de naissance | J.              |                 |                 |                 |                 |
| Gardiens de but    | Gardiens de but     | Gardiens de but  | Gardiens de but | Gardiens de but   | Gardiens de but | Gardiens de but | Gardiens de but | Gardiens de but | Gardiens de but |
| ------------------ | ------------------- | ---------------- | --------------- | ----------------- | --------------- | --------------- | --------------- | --------------- | --------------- |
| 1                  | Ivan Vargić         | HNK Rijeka       | 2 (0)           | 15 mars 1987      | 0               | 0               | 0               | 0               | 0               |
| 12                 | Lovre Kalinić       | HNK Hajduk Split | 4 (0)           | 3 avril 1990      | 0               | 0               | 0               | 0               | 0               |
| 23                 | Danijel Subašić     | AS Monaco        | 21 (0)          | 27 octobre 1984   | 4               | 0               | 0               | 0               | 0               |
| Défenseurs         |                     |                  |                 |                   |                 |                 |                 |                 |                 |
| 2                  | Šime Vrsaljko       | US Sassuolo      | 19 (0)          | 10 janvier 1992   | 2               | 0               | 1               | 0               | 0               |
| 3                  | Ivan Strinić        | SSC Naples       | 35 (0)          | 17 juillet 1987   | 3               | 0               | 1               | 0               | 0               |
| 5                  | Vedran Ćorluka      | Lokomotiv Moscou | 87 (4)          | 5 février 1986    | 4               | 0               | 0               | 0               | 0               |
| 6                  | Tin Jedvaj          | Bayer Leverkusen | 3 (0)           | 28 novembre 1995  | 1               | 0               | 0               | 0               | 0               |
| 11                 | Darijo Srna         | Chakhtar Donetsk | 129 (22)        | 1er mai 1982      | 4               | 0               | 1               | 0               | 0               |
| 13                 | Gordon Schildenfeld | Dinamo Zagreb    | 27 (1)          | 18 mars 1985      | 2               | 0               | 0               | 0               | 0               |
| 21                 | Domagoj Vida        | Dynamo Kiev      | 38 (1)          | 29 avril 1989     | 3               | 0               | 1               | 0               | 0               |
| Milieux de terrain |                     |                  |                 |                   |                 |                 |                 |                 |                 |
| 4                  | Ivan Perišić        | Inter Milan      | 47 (13)         | 2 février 1989    | 4               | 2               | 1               | 0               | 0               |
| 7                  | Ivan Rakitić        | FC Barcelone     | 75 (11)         | 10 mars 1988      | 4               | 1               | 0               | 0               | 0               |
| 8                  | Mateo Kovačić       | Real Madrid      | 27 (1)          | 6 mai 1994        | 2               | 0               | 0               | 0               | 0               |
| 10                 | Luka Modrić         | Real Madrid      | 89 (10)         | 9 septembre 1985  | 3               | 1               | 0               | 0               | 0               |
| 14                 | Marcelo Brozović    | Inter Milan      | 17 (4)          | 16 novembre 1992  | 3               | 0               | 1               | 0               | 0               |
| 15                 | Marko Rog           | Dinamo Zagreb    | 3 (0)           | 19 juillet 1995   | 1               | 0               | 1               | 0               | 0               |
| 18                 | Ante Ćorić          | Dinamo Zagreb    | 2 (0)           | 14 avril 1997     | 0               | 0               | 0               | 0               | 0               |
| 19                 | Milan Badelj        | Fiorentina       | 20 (1)          | 25 février 1989   | 4               | 0               | 1               | 0               | 0               |
| Attaquants         |                     |                  |                 |                   |                 |                 |                 |                 |                 |
| 9                  | Andrej Kramarić     | 1899 Hoffenheim  | 11 (4)          | 19 juin 1991      | 3               | 0               | 0               | 0               | 0               |
| 16                 | Nikola Kalinić      | Fiorentina       | 29 (11)         | 5 janvier 1988    | 2               | 1               | 0               | 0               | 0               |
| 17                 | Mario Mandžukić     | Juventus         | 65 (24)         | 21 mai 1986       | 3               | 0               | 0               | 0               | 0               |
| 20                 | Marko Pjaca         | Dinamo Zagreb    | 8 (1)           | 6 mai 1995        | 3               | 0               | 0               | 0               | 0               |
| 22                 | Duje Čop            | Málaga           | 4 (0)           | 1er février 1990  | 1               | 0               | 0               | 0               | 0               |

 = capitaine --  Gardien de butDéfenseurMilieu de terrainAttaquantSélectionneur

## Groupe E

### Belgique
Entraîneur :  Marc Wilmots
Le 12 mai, le sélectionneur belge convoque une liste de 24 joueurs et 7 réservistes. Le 18 mai, Björn Engels se blesse et réduit donc la liste à 23 noms. Laurent Ciman est appelé le 22 mai. Les défenseurs Nicolas Lombaerts et Dedryck Boyata sont déclarés forfait le 30 mai, et c'est Christian Kabasele qui est appelé en remplacement.
| Numéro / Nom       | Numéro / Nom              | Équipe                   | Sél. (but)      | Date de naissance | J.              |                 |                 |                 |                 |
| Gardiens de but    | Gardiens de but           | Gardiens de but          | Gardiens de but | Gardiens de but   | Gardiens de but | Gardiens de but | Gardiens de but | Gardiens de but | Gardiens de but |
| ------------------ | ------------------------- | ------------------------ | --------------- | ----------------- | --------------- | --------------- | --------------- | --------------- | --------------- |
| 1                  | Thibaut Courtois          | Chelsea                  | 37 (0)          | 11 mai 1992       | 5               | 0               | 0               | 0               | 0               |
| 12                 | Simon Mignolet            | Liverpool                | 17 (0)          | 6 mars 1988       | 0               | 0               | 0               | 0               | 0               |
| 13                 | Jean-François Gillet      | FC Malines               | 9 (0)           | 31 mai 1979       | 0               | 0               | 0               | 0               | 0               |
| Défenseurs         |                           |                          |                 |                   |                 |                 |                 |                 |                 |
| 2                  | Toby Alderweireld         | Tottenham Hotspur        | 55 (1)          | 2 mars 1989       | 5               | 1               | 1               | 0               | 0               |
| 3                  | Thomas Vermaelen          | FC Barcelone             | 53 (1)          | 14 novembre 1985  | 4               | 0               | 2               | 0               | 0               |
| 5                  | Jan Vertonghen            | Tottenham Hotspur        | 78 (6)          | 24 avril 1987     | 4               | 0               | 1               | 0               | 0               |
| 15                 | Jason Denayer             | Galatasaray              | 7 (0)           | 28 juin 1995      | 1               | 0               | 0               | 0               | 0               |
| 16                 | Thomas Meunier            | FC Bruges                | 5 (0)           | 12 septembre 1991 | 4               | 0               | 1               | 0               | 0               |
| 18                 | Christian Kabasele        | KRC Genk                 | 0 (0)           | 24 février 1991   | 0               | 0               | 0               | 0               | 0               |
| 21                 | Jordan Lukaku             | KV Ostende               | 4 (0)           | 25 juillet 1994   | 1               | 0               | 0               | 0               | 0               |
| 23                 | Laurent Ciman             | Impact de Montréal       | 11 (1)          | 5 août 1985       | 1               | 0               | 0               | 0               | 0               |
| Milieux de terrain |                           |                          |                 |                   |                 |                 |                 |                 |                 |
| 4                  | Radja Nainggolan          | AS Rome                  | 19 (4)          | 4 mai 1988        | 5               | 2               | 0               | 0               | 0               |
| 6                  | Axel Witsel               | Zénith Saint-Pétersbourg | 68 (6)          | 12 janvier 1989   | 5               | 1               | 1               | 0               | 0               |
| 7                  | Kevin De Bruyne           | Manchester City          | 41 (13)         | 28 juin 1991      | 5               | 0               | 0               | 0               | 0               |
| 8                  | Marouane Fellaini         | Manchester United        | 70 (15)         | 22 novembre 1987  | 3               | 0               | 2               | 0               | 0               |
| 10                 | Eden Hazard               | Chelsea                  | 65 (13)         | 7 janvier 1991    | 5               | 1               | 0               | 0               | 0               |
| 11                 | Yannick Ferreira Carrasco | Atlético Madrid          | 4 (0)           | 4 septembre 1993  | 5               | 1               | 0               | 0               | 0               |
| 19                 | Moussa Dembélé            | Tottenham Hotspur        | 64 (5)          | 16 juillet 1987   | 1               | 0               | 0               | 0               | 0               |
| Attaquants         |                           |                          |                 |                   |                 |                 |                 |                 |                 |
| 9                  | Romelu Lukaku             | Everton                  | 45 (15)         | 13 mai 1993       | 5               | 2               | 0               | 0               | 0               |
| 14                 | Dries Mertens             | SSC Naples               | 46 (8)          | 6 mai 1987        | 5               | 0               | 0               | 0               | 0               |
| 17                 | Divock Origi              | Liverpool                | 20 (3)          | 18 avril 1995     | 2               | 0               | 0               | 0               | 0               |
| 20                 | Christian Benteke         | Liverpool                | 27 (7)          | 3 décembre 1990   | 2               | 0               | 0               | 0               | 0               |
| 22                 | Michy Batshuayi           | Olympique de Marseille   | 5 (2)           | 2 octobre 1993    | 2               | 1               | 1               | 0               | 0               |

 = capitaine --  Gardien de butDéfenseurMilieu de terrainAttaquantSélectionneur

### Italie
Entraîneur :  Antonio Conte
Le 17 mai, le sélectionneur annonce la liste des 28 joueurs pré-sélectionnés, sans les finalistes de coupes nationales. 12 nouveaux joueurs rejoignent le groupe le 23 mai pour faire une liste de 31 joueurs. La liste définitive est annoncée le 31 mai.
| Numéro / Nom       | Numéro / Nom          | Équipe              | Sél. (but)      | Date de naissance | J.              |                 |                 |                 |                 |
| Gardiens de but    | Gardiens de but       | Gardiens de but     | Gardiens de but | Gardiens de but   | Gardiens de but | Gardiens de but | Gardiens de but | Gardiens de but | Gardiens de but |
| ------------------ | --------------------- | ------------------- | --------------- | ----------------- | --------------- | --------------- | --------------- | --------------- | --------------- |
| 1                  | Gianluigi Buffon      | Juventus            | 156 (0)         | 28 janvier 1978   | 4               | 0               | 1               | 0               | 0               |
| 12                 | Salvatore Sirigu      | Paris Saint-Germain | 16 (0)          | 12 janvier 1987   | 1               | 0               | 1               | 0               | 0               |
| 13                 | Federico Marchetti    | SS Lazio            | 11 (0)          | 7 février 1983    | 0               | 0               | 0               | 0               | 0               |
| Défenseurs         |                       |                     |                 |                   |                 |                 |                 |                 |                 |
| 2                  | Mattia De Sciglio     | AC Milan            | 22 (0)          | 20 octobre 1992   | 4               | 0               | 2               | 0               | 0               |
| 3                  | Giorgio Chiellini     | Juventus            | 84 (6)          | 14 août 1984      | 4               | 1               | 1               | 0               | 0               |
| 4                  | Matteo Darmian        | Manchester United   | 22 (1)          | 2 décembre 1989   | 4               | 0               | 0               | 0               | 0               |
| 5                  | Angelo Ogbonna        | West Ham United     | 11 (0)          | 23 mai 1988       | 1               | 0               | 0               | 0               | 0               |
| 15                 | Andrea Barzagli       | Juventus            | 56 (0)          | 8 mai 1981        | 5               | 0               | 1               | 0               | 0               |
| 19                 | Leonardo Bonucci      | Juventus            | 57 (3)          | 1er mai 1987      | 5               | 1               | 1               | 0               | 0               |
| Milieux de terrain |                       |                     |                 |                   |                 |                 |                 |                 |                 |
| 6                  | Antonio Candreva      | SS Lazio            | 38 (4)          | 28 février 1987   | 2               | 0               | 0               | 0               | 0               |
| 8                  | Alessandro Florenzi   | AS Rome             | 17 (2)          | 11 mars 1991      | 4               | 0               | 0               | 0               | 0               |
| 10                 | Thiago Motta          | Paris Saint-Germain | 26 (1)          | 28 août 1982      | 4               | 0               | 2               | 0               | 0               |
| 14                 | Stefano Sturaro       | Juventus            | 1 (0)           | 9 mars 1993       | 3               | 0               | 1               | 0               | 0               |
| 16                 | Daniele De Rossi      | AS Rome             | 103 (18)        | 24 juillet 1983   | 3               | 0               | 1               | 0               | 0               |
| 18                 | Marco Parolo          | SS Lazio            | 20 (0)          | 25 décembre 1985  | 4               | 0               | 1               | 0               | 0               |
| 21                 | Federico Bernardeschi | Fiorentina          | 4 (0)           | 14 février 1994   | 1               | 0               | 0               | 0               | 0               |
| 23                 | Emanuele Giaccherini  | Bologne             | 25 (3)          | 5 mai 1985        | 4               | 1               | 1               | 0               | 0               |
| Attaquants         |                       |                     |                 |                   |                 |                 |                 |                 |                 |
| 7                  | Simone Zaza           | Juventus            | 11 (1)          | 25 juin 1991      | 3               | 0               | 1               | 0               | 0               |
| 9                  | Graziano Pellè        | Southampton         | 13 (5)          | 15 juillet 1985   | 4               | 2               | 2               | 0               | 0               |
| 11                 | Ciro Immobile         | Torino              | 13 (1)          | 20 février 1990   | 2               | 0               | 0               | 0               | 0               |
| 17                 | Éder                  | Inter Milan         | 10 (2)          | 15 novembre 1986  | 4               | 1               | 1               | 0               | 0               |
| 20                 | Lorenzo Insigne       | SSC Naples          | 9 (2)           | 4 juin 1991       | 3               | 0               | 1               | 0               | 0               |
| 22                 | Stephan El Shaarawy   | AS Rome             | 19 (3)          | 27 octobre 1992   | 1               | 0               | 0               | 0               | 0               |

 = capitaine --  Gardien de butDéfenseurMilieu de terrainAttaquantSélectionneur

### République d'Irlande
Entraîneur :  Martin O'Neill
Le 12 mai, la liste des 35 joueurs pré-sélectionnés est annoncée. La liste des 23 joueurs sélectionnés est donnée juste après le match contre la Biélorussie du 31 mai.
| Numéro / Nom       | Numéro / Nom     | Équipe               | Sél. (but)      | Date de naissance | J.              |                 |                 |                 |                 |
| Gardiens de but    | Gardiens de but  | Gardiens de but      | Gardiens de but | Gardiens de but   | Gardiens de but | Gardiens de but | Gardiens de but | Gardiens de but | Gardiens de but |
| ------------------ | ---------------- | -------------------- | --------------- | ----------------- | --------------- | --------------- | --------------- | --------------- | --------------- |
| 1                  | Keiren Westwood  | Sheffield Wednesday  | 17 (0)          | 23 octobre 1984   | 1               | 0               | 0               | 0               | 0               |
| 16                 | Shay Given       | Stoke City           | 133 (0)         | 20 avril 1976     | 0               | 0               | 0               | 0               | 0               |
| 23                 | Darren Randolph  | West Ham United      | 9 (0)           | 12 mai 1987       | 3               | 0               | 0               | 0               | 0               |
| Défenseurs         |                  |                      |                 |                   |                 |                 |                 |                 |                 |
| 2                  | Séamus Coleman   | Everton              | 34 (0)          | 11 octobre 1988   | 4               | 0               | 1               | 0               | 0               |
| 3                  | Ciaran Clark     | Aston Villa          | 17 (2)          | 26 septembre 1989 | 2               | 0               | 0               | 0               | 0               |
| 4                  | John O'Shea      | Sunderland           | 110 (3)         | 30 avril 1981     | 3               | 0               | 0               | 0               | 0               |
| 5                  | Richard Keogh    | Derby County         | 12 (1)          | 11 août 1986      | 3               | 0               | 0               | 0               | 0               |
| 12                 | Shane Duffy      | Blackburn Rovers     | 2 (0)           | 1er janvier 1992  | 2               | 0               | 0               | 0               | 1               |
| 15                 | Cyrus Christie   | Derby County         | 5 (1)           | 30 septembre 1992 | 0               | 0               | 0               | 0               | 0               |
| 17                 | Stephen Ward     | Burnley              | 32 (3)          | 20 août 1985      | 3               | 0               | 1               | 0               | 0               |
| Milieux de terrain |                  |                      |                 |                   |                 |                 |                 |                 |                 |
| 6                  | Glenn Whelan     | Stoke City           | 70 (2)          | 13 janvier 1984   | 2               | 0               | 1               | 0               | 0               |
| 7                  | Aiden McGeady    | Sheffield Wednesday  | 81 (5)          | 4 avril 1986      | 3               | 0               | 0               | 0               | 0               |
| 8                  | James McCarthy   | Everton              | 35 (0)          | 12 novembre 1990  | 4               | 0               | 1               | 0               | 0               |
| 11                 | James McClean    | West Bromwich Albion | 38 (5)          | 22 avril 1989     | 4               | 0               | 0               | 0               | 0               |
| 13                 | Jeff Hendrick    | Derby County         | 21 (0)          | 31 janvier 1992   | 3               | 0               | 2               | 0               | 0               |
| 18                 | David Meyler     | Hull City            | 16 (0)          | 29 mai 1989       | 1               | 0               | 0               | 0               | 0               |
| 19                 | Robbie Brady     | Norwich City         | 23 (4)          | 14 janvier 1992   | 3               | 2               | 0               | 0               | 0               |
| 20                 | Wes Hoolahan     | Norwich City         | 30 (2)          | 20 mai 1982       | 4               | 1               | 0               | 0               | 0               |
| 22                 | Stephen Quinn    | Reading              | 15 (0)          | 1er avril 1986    | 1               | 0               | 0               | 0               | 0               |
| Attaquants         |                  |                      |                 |                   |                 |                 |                 |                 |                 |
| 9                  | Shane Long       | Southampton          | 63 (16)         | 22 janvier 1987   | 4               | 0               | 2               | 0               | 0               |
| 10                 | Robbie Keane     | Los Angeles Galaxy   | 142 (67)        | 8 juillet 1980    | 2               | 0               | 0               | 0               | 0               |
| 14                 | Jonathan Walters | Stoke City           | 38 (10)         | 20 septembre 1983 | 2               | 0               | 0               | 0               | 0               |
| 21                 | Daryl Murphy     | Ipswich Town         | 20 (0)          | 15 mars 1983      | 2               | 0               | 0               | 0               | 0               |

 = capitaine --  Gardien de butDéfenseurMilieu de terrainAttaquantSélectionneur

### Suède
Entraîneur :  Erik Hamrén
Le 11 mai, le sélectionneur annonce une liste de 23 joueurs.
| Numéro / Nom       | Numéro / Nom        | Équipe                  | Sél. (but)      | Date de naissance | J.              |                 |                 |                 |                 |
| Gardiens de but    | Gardiens de but     | Gardiens de but         | Gardiens de but | Gardiens de but   | Gardiens de but | Gardiens de but | Gardiens de but | Gardiens de but | Gardiens de but |
| ------------------ | ------------------- | ----------------------- | --------------- | ----------------- | --------------- | --------------- | --------------- | --------------- | --------------- |
| 1                  | Andreas Isaksson    | Kasımpaşa               | 130 (0)         | 3 octobre 1981    | 3               | 0               | 0               | 0               | 0               |
| 12                 | Robin Olsen         | FC Copenhague           | 4 (0)           | 8 janvier 1990    | 0               | 0               | 0               | 0               | 0               |
| 23                 | Patrik Carlgren     | AIK Fotboll             | 0 (0)           | 8 janvier 1992    | 0               | 0               | 0               | 0               | 0               |
| Défenseurs         |                     |                         |                 |                   |                 |                 |                 |                 |                 |
| 2                  | Mikael Lustig       | Celtic                  | 52 (3)          | 23 décembre 1986  | 1               | 0               | 0               | 0               | 0               |
| 3                  | Erik Johansson      | FC Copenhague           | 8 (0)           | 30 décembre 1988  | 3               | 0               | 1               | 0               | 0               |
| 4                  | Andreas Granqvist   | FK Krasnodar            | 52 (3)          | 16 avril 1985     | 3               | 0               | 0               | 0               | 0               |
| 5                  | Martin Olsson       | Norwich City            | 34 (5)          | 17 mai 1988       | 3               | 0               | 1               | 0               | 0               |
| 13                 | Pontus Jansson      | Torino                  | 6 (0)           | 13 février 1991   | 0               | 0               | 0               | 0               | 0               |
| 14                 | Victor Lindelöf     | Benfica Lisbonne        | 3 (0)           | 17 juillet 1994   | 3               | 0               | 1               | 0               | 0               |
| 17                 | Ludwig Augustinsson | FC Copenhague           | 3 (0)           | 21 avril 1994     | 0               | 0               | 0               | 0               | 0               |
| Milieux de terrain |                     |                         |                 |                   |                 |                 |                 |                 |                 |
| 6                  | Emil Forsberg       | RB Leipzig              | 17 (2)          | 23 octobre 1991   | 3               | 0               | 0               | 0               | 0               |
| 7                  | Sebastian Larsson   | Sunderland              | 84 (6)          | 6 juin 1985       | 3               | 0               | 0               | 0               | 0               |
| 8                  | Albin Ekdal         | Hambourg SV             | 22 (0)          | 28 juillet 1989   | 3               | 0               | 1               | 0               | 0               |
| 9                  | Kim Källström       | Grasshopper Club Zurich | 128 (16)        | 24 août 1982      | 3               | 0               | 0               | 0               | 0               |
| 15                 | Oscar Hiljemark     | US Palerme              | 9 (1)           | 28 juin 1992      | 0               | 0               | 0               | 0               | 0               |
| 16                 | Pontus Wernbloom    | CSKA Moscou             | 50 (2)          | 25 juin 1986      | 0               | 0               | 0               | 0               | 0               |
| 18                 | Oscar Lewicki       | Malmö FF                | 9 (0)           | 14 juillet 1992   | 2               | 0               | 0               | 0               | 0               |
| 21                 | Jimmy Durmaz        | Olympiakos              | 30 (1)          | 22 mars 1989      | 2               | 0               | 0               | 0               | 0               |
| 22                 | Erkan Zengin        | Trabzonspor             | 20 (3)          | 5 août 1985       | 1               | 0               | 0               | 0               | 0               |
| Attaquants         |                     |                         |                 |                   |                 |                 |                 |                 |                 |
| 10                 | Zlatan Ibrahimović  | Paris Saint-Germain     | 113 (62)        | 3 octobre 1981    | 3               | 0               | 0               | 0               | 0               |
| 11                 | Marcus Berg         | Panathinaïkos           | 37 (9)          | 7 août 1986       | 3               | 0               | 0               | 0               | 0               |
| 19                 | Emir Kujović        | IFK Norrköping          | 2 (0)           | 22 juin 1988      | 0               | 0               | 0               | 0               | 0               |
| 20                 | John Guidetti       | Celta Vigo              | 8 (1)           | 15 avril 1992     | 3               | 0               | 0               | 0               | 0               |

 = capitaine --  Gardien de butDéfenseurMilieu de terrainAttaquantSélectionneur

## Groupe F

### Portugal
Entraîneur :  Fernando Santos
Le 17 mai, le sélectionneur portugais convoque sa liste de 23 joueurs.
| Numéro / Nom       | Numéro / Nom      | Équipe             | Sél. (but)      | Date de naissance | J.              |                 |                 |                 |                 |
| Gardiens de but    | Gardiens de but   | Gardiens de but    | Gardiens de but | Gardiens de but   | Gardiens de but | Gardiens de but | Gardiens de but | Gardiens de but | Gardiens de but |
| ------------------ | ----------------- | ------------------ | --------------- | ----------------- | --------------- | --------------- | --------------- | --------------- | --------------- |
| 1                  | Rui Patrício      | Sporting CP        | 45 (0)          | 15 février 1988   | 7               | 0               | 1               | 0               | 0               |
| 12                 | Anthony Lopes     | Olympique lyonnais | 4 (0)           | 1er octobre 1990  | 0               | 0               | 0               | 0               | 0               |
| 22                 | Eduardo           | Dinamo Zagreb      | 35 (0)          | 19 septembre 1982 | 0               | 0               | 0               | 0               | 0               |
| Défenseurs         |                   |                    |                 |                   |                 |                 |                 |                 |                 |
| 2                  | Bruno Alves       | Fenerbahçe         | 85 (10)         | 27 novembre 1981  | 1               | 0               | 1               | 0               | 0               |
| 3                  | Pepe              | Real Madrid        | 71 (3)          | 26 février 1983   | 6               | 0               | 1               | 0               | 0               |
| 4                  | José Fonte        | Southampton        | 12 (0)          | 22 décembre 1983  | 4               | 0               | 1               | 0               | 0               |
| 5                  | Raphaël Guerreiro | FC Lorient         | 7 (2)           | 22 décembre 1993  | 5               | 0               | 1               | 0               | 0               |
| 6                  | Ricardo Carvalho  | AS Monaco          | 86 (6)          | 18 mai 1978       | 3               | 0               | 0               | 0               | 0               |
| 19                 | Eliseu            | Benfica Lisbonne   | 16 (1)          | 1er octobre 1983  | 2               | 0               | 0               | 0               | 0               |
| 21                 | Cédric Soares     | Southampton        | 11 (0)          | 31 août 1991      | 4               | 0               | 1               | 0               | 0               |
| Milieux de terrain |                   |                    |                 |                   |                 |                 |                 |                 |                 |
| 8                  | João Moutinho     | AS Monaco          | 84 (4)          | 8 septembre 1986  | 6               | 0               | 0               | 0               | 0               |
| 10                 | João Mário        | Sporting CP        | 11 (0)          | 19 janvier 1993   | 7               | 0               | 1               | 0               | 0               |
| 11                 | Vieirinha         | VfL Wolfsbourg     | 22 (1)          | 24 janvier 1986   | 3               | 0               | 0               | 0               | 0               |
| 13                 | Danilo Pereira    | FC Porto           | 12 (1)          | 9 septembre 1991  | 5               | 0               | 0               | 0               | 0               |
| 14                 | William Carvalho  | Sporting CP        | 20 (0)          | 7 avril 1992      | 5               | 0               | 3               | 0               | 0               |
| 15                 | André Gomes       | FC Valence         | 8 (0)           | 30 juillet 1993   | 5               | 0               | 0               | 0               | 0               |
| 16                 | Renato Sanches    | Benfica Lisbonne   | 5 (0)           | 18 août 1997      | 6               | 1               | 0               | 0               | 0               |
| 18                 | Rafa              | SC Braga           | 8 (0)           | 17 mai 1993       | 1               | 0               | 0               | 0               | 0               |
| 23                 | Adrien Silva      | Sporting CP        | 9 (0)           | 19 mars 1989      | 4               | 0               | 1               | 0               | 0               |
| Attaquants         |                   |                    |                 |                   |                 |                 |                 |                 |                 |
| 7                  | Cristiano Ronaldo | Real Madrid        | 126 (58)        | 5 février 1985    | 7               | 3               | 1               | 0               | 0               |
| 9                  | Éder              | Lille OSC          | 26 (3)          | 22 décembre 1987  | 3               | 1               | 0               | 0               | 0               |
| 17                 | Nani              | Fenerbahçe         | 96 (17)         | 17 novembre 1986  | 7               | 3               | 0               | 0               | 0               |
| 20                 | Ricardo Quaresma  | Beşiktaş           | 50 (7)          | 26 septembre 1983 | 7               | 1               | 1               | 0               | 0               |

 = capitaine --  Gardien de butDéfenseurMilieu de terrainAttaquantSélectionneur

### Islande
Entraîneurs :  Heimir Hallgrímsson et  Lars Lagerbäck
Le 9 mai, les sélectionneurs annoncent la liste des 23 joueurs sélectionnés pour le premier championnat d'Europe disputé par l'Islande.
| Numéro / Nom       | Numéro / Nom              | Équipe            | Sél. (but)      | Date de naissance  | J.              |                 |                 |                 |                 |
| Gardiens de but    | Gardiens de but           | Gardiens de but   | Gardiens de but | Gardiens de but    | Gardiens de but | Gardiens de but | Gardiens de but | Gardiens de but | Gardiens de but |
| ------------------ | ------------------------- | ----------------- | --------------- | ------------------ | --------------- | --------------- | --------------- | --------------- | --------------- |
| 1                  | Hannes Þór Halldórsson    | FK Bodø/Glimt     | 33 (0)          | 17 avril 1984      | 5               | 0               | 1               | 0               | 0               |
| 12                 | Ögmundur Kristinsson      | Hammarby IF       | 11 (0)          | 19 juin 1989       | 0               | 0               | 0               | 0               | 0               |
| 13                 | Ingvar Jónsson            | Sandefjord        | 5 (0)           | 18 octobre 1989    | 0               | 0               | 0               | 0               | 0               |
| Défenseurs         |                           |                   |                 |                    |                 |                 |                 |                 |                 |
| 2                  | Birkir Sævarsson          | Hammarby IF       | 57 (1)          | 11 novembre 1984   | 5               | 0               | 1               | 0               | 0               |
| 3                  | Haukur Hauksson           | AIK Fotboll       | 7 (0)           | 1er septembre 1991 | 0               | 0               | 0               | 0               | 0               |
| 4                  | Hjörtur Hermannsson       | IFK Göteborg      | 3 (0)           | 8 février 1995     | 0               | 0               | 0               | 0               | 0               |
| 5                  | Sverrir Ingi Ingason      | KSC Lokeren       | 6 (2)           | 5 août 1993        | 2               | 0               | 0               | 0               | 0               |
| 6                  | Ragnar Sigurðsson         | FK Krasnodar      | 56 (1)          | 19 juin 1986       | 5               | 1               | 0               | 0               | 0               |
| 18                 | Teddy Bjarnason           | AGF Aarhus        | 27 (0)          | 4 mars 1987        | 3               | 0               | 0               | 0               | 0               |
| 19                 | Hörður Björgvin Magnússon | AC Cesena         | 5 (0)           | 11 février 1993    | 0               | 0               | 0               | 0               | 0               |
| 21                 | Arnór Ingvi Traustason    | IFK Norrköping    | 7 (3)           | 30 avril 1993      | 2               | 1               | 0               | 0               | 0               |
| 23                 | Ari Freyr Skúlason        | OB Odense         | 38 (0)          | 14 mai 1987        | 5               | 0               | 1               | 0               | 0               |
| Milieux de terrain |                           |                   |                 |                    |                 |                 |                 |                 |                 |
| 8                  | Birkir Bjarnason          | FC Bâle           | 47 (6)          | 27 mai 1988        | 5               | 2               | 2               | 0               | 0               |
| 10                 | Gylfi Sigurðsson          | Swansea           | 39 (13)         | 9 septembre 1989   | 5               | 1               | 1               | 0               | 0               |
| 14                 | Kári Árnason              | Malmö FF          | 47 (2)          | 13 octobre 1982    | 5               | 0               | 1               | 0               | 0               |
| 16                 | Rúnar Már Sigurjónsson    | GIF Sundsvall     | 11 (1)          | 18 juin 1990       | 0               | 0               | 0               | 0               | 0               |
| 17                 | Aron Gunnarsson           | Cardiff City      | 59 (2)          | 22 avril 1989      | 5               | 0               | 1               | 0               | 0               |
| 20                 | Emil Hallfreðsson         | Udinese           | 54 (1)          | 29 juin 1984       | 1               | 0               | 0               | 0               | 0               |
| Attaquants         |                           |                   |                 |                    |                 |                 |                 |                 |                 |
| 7                  | Jóhann Berg Guðmundsson   | Charlton Athletic | 47 (4)          | 27 octobre 1990    | 5               | 0               | 1               | 0               | 0               |
| 9                  | Kolbeinn Sigþórsson       | FC Nantes         | 39 (20)         | 14 mars 1990       | 5               | 2               | 1               | 0               | 0               |
| 11                 | Alfreð Finnbogason        | FC Augsbourg      | 34 (8)          | 1er février 1989   | 3               | 0               | 2               | 0               | 0               |
| 15                 | Jón Daði Böðvarsson       | FC Kaiserslautern | 21 (1)          | 25 mai 1992        | 5               | 1               | 0               | 0               | 0               |
| 22                 | Eidur Smári Guðjohnsen    | Molde FK          | 86 (26)         | 15 septembre 1978  | 2               | 0               | 0               | 0               | 0               |

 = capitaine --  Gardien de butDéfenseurMilieu de terrainAttaquantSélectionneur

### Autriche
Entraîneur :  Marcel Koller
Le 12 mai, la liste des 24 joueurs pré-sélectionnés est annoncée. La liste finale est donnée le 31 mai.
| Numéro / Nom       | Numéro / Nom          | Équipe                   | Sél. (but)      | Date de naissance | J.              |                 |                 |                 |                 |
| Gardiens de but    | Gardiens de but       | Gardiens de but          | Gardiens de but | Gardiens de but   | Gardiens de but | Gardiens de but | Gardiens de but | Gardiens de but | Gardiens de but |
| ------------------ | --------------------- | ------------------------ | --------------- | ----------------- | --------------- | --------------- | --------------- | --------------- | --------------- |
| 1                  | Robert Almer          | Austria Vienne           | 28 (0)          | 20 mars 1984      | 3               | 0               | 0               | 0               | 0               |
| 12                 | Heinz Lindner         | Eintracht Francfort      | 8 (0)           | 17 juillet 1990   | 0               | 0               | 0               | 0               | 0               |
| 23                 | Ramazan Özcan         | FC Ingolstadt            | 7 (0)           | 28 juin 1984      | 0               | 0               | 0               | 0               | 0               |
| Défenseurs         |                       |                          |                 |                   |                 |                 |                 |                 |                 |
| 3                  | Aleksandar Dragović   | Dynamo Kiev              | 47 (1)          | 6 mars 1991       | 2               | 0               | 1               | 1               | 0               |
| 4                  | Martin Hinteregger    | Borussia Mönchengladbach | 14 (0)          | 7 septembre 1992  | 3               | 0               | 1               | 0               | 0               |
| 5                  | Christian Fuchs       | Leicester City           | 75 (1)          | 7 avril 1986      | 3               | 0               | 1               | 0               | 0               |
| 13                 | Markus Suttner        | FC Ingolstadt            | 16 (0)          | 16 avril 1987     | 0               | 0               | 0               | 0               | 0               |
| 15                 | Sebastian Prödl       | Watford                  | 57 (4)          | 21 juin 1987      | 2               | 0               | 0               | 0               | 0               |
| 16                 | Kevin Wimmer          | Tottenham Hotspur        | 3 (0)           | 15 novembre 1992  | 1               | 0               | 0               | 0               | 0               |
| 17                 | Florian Klein         | VfB Stuttgart            | 37 (0)          | 17 novembre 1986  | 3               | 0               | 0               | 0               | 0               |
| Milieux de terrain |                       |                          |                 |                   |                 |                 |                 |                 |                 |
| 2                  | György Garics         | SV Darmstadt 98          | 41 (2)          | 8 mars 1984       | 0               | 0               | 0               | 0               | 0               |
| 6                  | Stefan Ilsanker       | RB Leipzig               | 16 (0)          | 18 mai 1989       | 2               | 0               | 0               | 0               | 0               |
| 8                  | David Alaba           | Bayern Munich            | 46 (11)         | 24 juin 1992      | 3               | 0               | 0               | 0               | 0               |
| 10                 | Zlatko Junuzović      | Werder Brême             | 48 (7)          | 26 septembre 1987 | 1               | 0               | 0               | 0               | 0               |
| 11                 | Martin Harnik         | VfB Stuttgart            | 58 (14)         | 10 juin 1987      | 2               | 0               | 1               | 0               | 0               |
| 14                 | Julian Baumgartlinger | FSV Mayence              | 45 (1)          | 2 janvier 1988    | 3               | 0               | 0               | 0               | 0               |
| 18                 | Alessandro Schöpf     | Schalke 04               | 4 (1)           | 7 février 1994    | 3               | 1               | 1               | 0               | 0               |
| 20                 | Marcel Sabitzer       | RB Leipzig               | 18 (3)          | 17 mars 1994      | 3               | 0               | 0               | 0               | 0               |
| 22                 | Jakob Jantscher       | FC Lucerne               | 22 (1)          | 8 janvier 1989    | 1               | 0               | 0               | 0               | 0               |
| Attaquants         |                       |                          |                 |                   |                 |                 |                 |                 |                 |
| 7                  | Marko Arnautović      | Stoke City               | 52 (11)         | 19 avril 1989     | 3               | 0               | 0               | 0               | 0               |
| 9                  | Rubin Okotie          | 1860 Munich              | 17 (2)          | 6 juin 1987       | 1               | 0               | 0               | 0               | 0               |
| 19                 | Lukas Hinterseer      | FC Ingolstadt            | 10 (0)          | 28 mars 1991      | 0               | 0               | 0               | 0               | 0               |
| 21                 | Marc Janko            | FC Bâle                  | 54 (25)         | 25 juin 1983      | 2               | 0               | 1               | 0               | 0               |

 = capitaine --  Gardien de butDéfenseurMilieu de terrainAttaquantSélectionneur

### Hongrie
Entraîneur :  Bernd Storck
La liste des 23 joueurs est dévoilée le 31 mai.
| Numéro / Nom       | Numéro / Nom        | Équipe               | Sél. (but)      | Date de naissance  | J.              |                 |                 |                 |                 |
| Gardiens de but    | Gardiens de but     | Gardiens de but      | Gardiens de but | Gardiens de but    | Gardiens de but | Gardiens de but | Gardiens de but | Gardiens de but | Gardiens de but |
| ------------------ | ------------------- | -------------------- | --------------- | ------------------ | --------------- | --------------- | --------------- | --------------- | --------------- |
| 1                  | Gábor Király        | Szombathelyi Haladás | 102 (0)         | 1er avril 1976     | 4               | 0               | 0               | 0               | 0               |
| 12                 | Dénes Dibusz        | Ferencváros          | 4 (0)           | 16 novembre 1990   | 0               | 0               | 0               | 0               | 0               |
| 22                 | Péter Gulácsi       | RB Leipzig           | 3 (0)           | 6 mai 1990         | 0               | 0               | 0               | 0               | 0               |
| Défenseurs         |                     |                      |                 |                    |                 |                 |                 |                 |                 |
| 2                  | Ádám Lang           | Videoton             | 11 (0)          | 17 janvier 1993    | 4               | 0               | 1               | 0               | 0               |
| 3                  | Mihály Korhut       | Debrecen VSC         | 5 (0)           | 1er décembre 1988  | 1               | 0               | 0               | 0               | 0               |
| 4                  | Tamás Kádár         | Lech Poznań          | 29 (0)          | 14 mars 1990       | 3               | 0               | 2               | 0               | 0               |
| 5                  | Attila Fiola        | Puskás Akadémia FC   | 15 (0)          | 17 février 1990    | 1               | 0               | 0               | 0               | 0               |
| 16                 | Ádám Pintér         | Ferencváros          | 20 (0)          | 12 juin 1988       | 3               | 0               | 0               | 0               | 0               |
| 20                 | Richárd Guzmics     | Wisła Cracovie       | 14 (1)          | 16 avril 1987      | 4               | 0               | 1               | 0               | 0               |
| 21                 | Barnabás Bese       | MTK Budapest         | 1 (0)           | 6 mai 1994         | 1               | 0               | 0               | 0               | 0               |
| 23                 | Roland Juhász       | Videoton             | 91 (6)          | 1er juillet 1983   | 3               | 0               | 1               | 0               | 0               |
| Milieux de terrain |                     |                      |                 |                    |                 |                 |                 |                 |                 |
| 6                  | Ákos Elek           | Diósgyőri VTK        | 38 (1)          | 21 juillet 1988    | 2               | 0               | 1               | 0               | 0               |
| 8                  | Ádám Nagy           | Ferencváros          | 8 (0)           | 17 juin 1995       | 3               | 0               | 1               | 0               | 0               |
| 14                 | Gergő Lovrencsics   | Lech Poznań          | 12 (1)          | 1er septembre 1988 | 2               | 0               | 0               | 0               | 0               |
| 15                 | László Kleinheisler | Werder Brême         | 5 (1)           | 8 avril 1994       | 2               | 0               | 1               | 0               | 0               |
| 18                 | Zoltán Stieber      | FC Nuremberg         | 12 (2)          | 16 octobre 1988    | 3               | 1               | 0               | 0               | 0               |
| Attaquants         |                     |                      |                 |                    |                 |                 |                 |                 |                 |
| 7                  | Balázs Dzsudzsák    | Bursaspor            | 77 (18)         | 23 décembre 1986   | 4               | 2               | 1               | 0               | 0               |
| 9                  | Ádám Szalai         | Hanovre 96           | 31 (8)          | 9 décembre 1987    | 4               | 1               | 1               | 0               | 0               |
| 10                 | Zoltán Gera         | Ferencváros          | 88 (24)         | 22 avril 1979      | 4               | 1               | 1               | 0               | 0               |
| 11                 | Krisztián Németh    | Al-Gharafa SC        | 23 (3)          | 5 janvier 1989     | 2               | 0               | 1               | 0               | 0               |
| 13                 | Dániel Böde         | Ferencváros          | 12 (4)          | 24 octobre 1986    | 2               | 0               | 0               | 0               | 0               |
| 17                 | Nemanja Nikolić     | Legia Varsovie       | 18 (3)          | 31 décembre 1987   | 2               | 0               | 0               | 0               | 0               |
| 19                 | Tamás Priskin       | Slovan Bratislava    | 55 (16)         | 27 septembre 1986  | 2               | 0               | 0               | 0               | 0               |

 = capitaine --  Gardien de butDéfenseurMilieu de terrainAttaquantSélectionneur